# Jamaica
Jamaica (en inglés: Jamaica [dʒəˈmeɪkə] (escucharⓘ); en criollo jamaicano: Jumieka) es uno de los trece países que forman la América insular, Antillas o islas del mar Caribe, uno de los treinta y cinco del continente americano. Su capital y ciudad más poblada es Kingston. El país está formado por una sola isla, que cuenta con 240 km de largo y un máximo de 80 km de ancho, situada en el mar Caribe. Está a 630 km del subcontinente centroamericano, a 150 km al sur de Cuba y a 180 km al oeste de la isla de La Española, en la cual están Haití y la República Dominicana y a unos 621 km de Puerto Rico.
En época precolombina la isla fue poblada por indígenas tainos y arahuacos. La isla fue descubierta durante el Segundo Viaje de Cristóbal Colón (1494). La Jamaica española fue invadida por la Mancomunidad de Inglaterra en 1655. Durante el siglo XVII fue la mayor base pirata del Caribe. En el siglo XVIII el monocultivo de la caña de azúcar supuso que la colonia de Jamaica fuera la más rentable del Imperio británico en América por delante de las Trece Colonias. Se trataba de un sistema de producción agrícola que empleaba intensivamente mano de obra esclava africana procedente del comercio triangular. En el siglo XIX la esclavitud fue abolida y los esclavos se emanciparon definitivamente en 1838. Jamaica se independizó en 1962, incorporándose a la Commonwealth. A mediados del siglo XX se produjo el auge de la minería de la bauxita.
Con 2,8 millones de personas, Jamaica es el tercer país anglófono más poblado de América (después de Estados Unidos y Canadá), y el cuarto país más poblado del Caribe. La mayoría de los jamaicanos (92%) son de ascendencia africana subsahariana, con la presencia minoritaria de personas de origen chino, indio o libanés. Debido a una alta tasa de emigración laboral desde la década de 1960, existe una gran diáspora jamaiquina, particularmente en Canadá, el Reino Unido y los Estados Unidos. El país tiene una influencia global que contradice su pequeño tamaño; fue la cuna de la religión rastafari y la música reggae (y géneros asociados como el dub, el ska y el dancehall); y es internacionalmente destacado en deportes, incluidos el cricket, las carreras y el atletismo. Jamaica ha sido considerada en ocasiones la superpotencia cultural menos poblada del mundo. El único idioma oficial es el inglés aunque el patois jamaicano como idioma nacional es hablado por una inmensa mayoría. En 2018, se reforzó la enseñanza del idioma español como primera lengua extranjera a nivel escolar. Forma parte del Caribe anglófono.
Jamaica es un país de ingresos medios altos con una economía muy dependiente de la agricultura y el turismo; tiene un promedio de 4,3 millones de turistas al año. El país tiene un desempeño favorable en medidas de libertad de prensa, gobernanza democrática y bienestar sostenible. Jamaica es una monarquía constitucional parlamentaria, con poder depositado en el Parlamento bicameral de Jamaica, que consiste en un Senado designado y una Cámara de Representantes elegida directamente. Jamaica es un reino de la Mancomunidad, con el monarca inglés como jefe del Estado.

## Etimología
Aunque los pueblos taínos se referían a la isla como «Xaymaca», los españoles modificaron gradualmente el nombre hasta llegar a «Jamaica». Colón se refirió a ella en una carta de 1503 como «Janahica». En la carta del Almirante de 1508, la isla era llamada «Iamaiqua» y en la obra de Pedro Mártir de Anglería de 1511, «De Orbe Novo Decades», se empleaban tanto «Jamaica» como «Jamica». La palabra original taína significaba lugar grande con agua.

## Historia de Jamaica

### Periodo precolombino
Los primeros pobladores de la isla fueron los arahuacos y los taínos, que llegaron a la isla entre el 1000 y el 400 a. C. Se mantuvieron en la isla hasta la llegada de los españoles.

### Jamaica española (1494-1655)

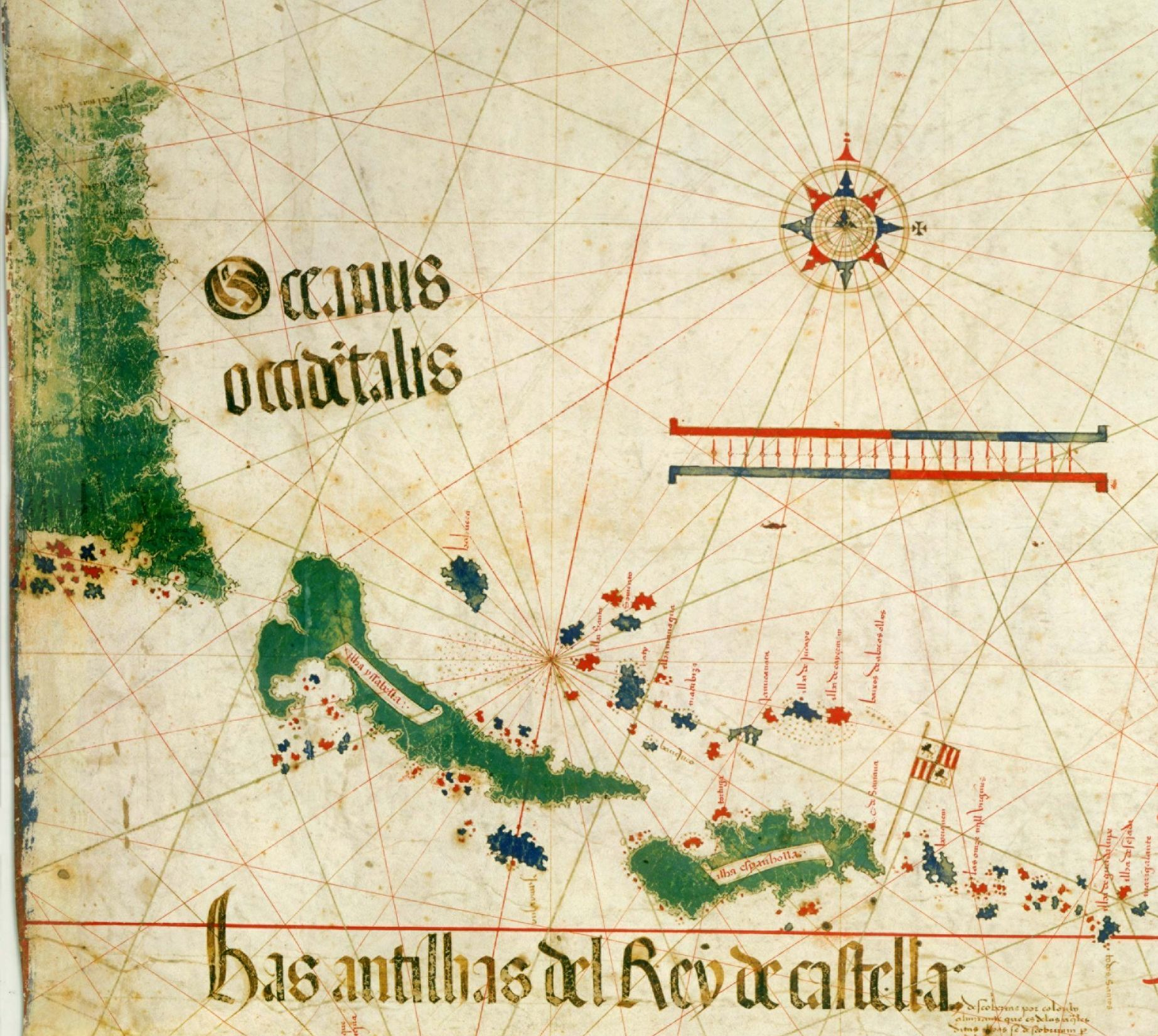
Mapa de Cantino (1502) de las Antillas del rey de Castilla

La isla fue descubierta durante el Segundo Viaje de Colón (1494), identificada como Xaymaca. Además, durante la expedición del Cuarto Viaje, en 1503 una tormenta obligó a Cristóbal Colón a pasar un año en Santa Gloria (actual Saint Ann's Bay) hasta ser rescatados desde La Española. En 1509 Juan de Esquivel fundó Sevilla la Nueva (inmediaciones de la actual Saint Ann's Bay) cuyo sitio arqueológico se encuentra en la lista tentativa de Patrimonio Mundial de la UNESCO, y en 1520 Francisco de Garay fundó la villa de Santiago de la Vega (actual Spanish Town). 
Desde finales del siglo XVI, piratas, bucaneros y corsarios respaldados por Inglaterra, Francia o Provincias Unidas de Países Bajos realizaron incursiones en los territorios bajo soberanía española en lo que se conoce como la edad de oro de la piratería. 

### Colonia de Jamaica (1655-1962)

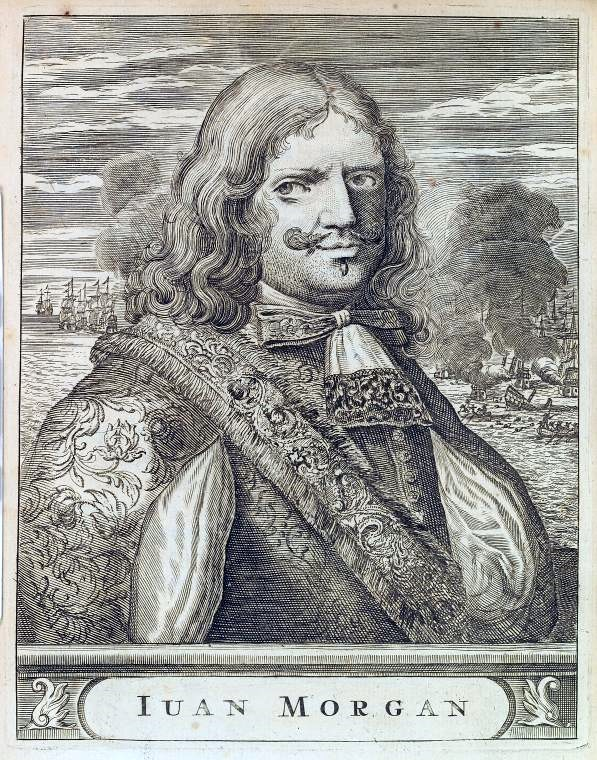
El pirata galés Henry Morgan fue gobernador de Jamaica en la segunda mitad del siglo XVII.

En 1655 Oliver Cromwell mandó la invasión de la Jamaica española, tras el fracaso de la invasión de Santo Domingo. Con el reconocimiento de los territorios ingleses en América por el Tratado de Madrid (1670), cesó el respaldo inglés a las actividades de la piratería en el caribe y Carlos II concedió el perdón real a Henry Morgan, quien pasó a formar parte de los plantadores de caña de azúcar de la colonia de Jamaica. La producción de azúcar rápidamente desplazó a cualquier otro cultivo en un modelo productivo conocido como cash crop, con el empleo intensivo de mano de obra esclava africana procedente del comercio triangular. Además, el gobernador de Jamaica estableció en 1687 la alianza con los caciques miskitos, dando lugar al protectorado de Costa de Mosquitos (en las actuales Honduras y Nicaragua), que perduró hasta el siglo XIX. El 7 de junio de 1692 un terremoto socavó los cimientos de los edificios y hundió Port Royal, que se encontraba en un llano brazo arenoso sobre la bahía de Kingston y contaba con más de 6.500 habitantes.
Tras la primera guerra Cimarrón, los caciques maroons Cudjoe, Quao y Reina Nanny juraron lealtad al gobernador Edward Trelawny a cambio del control sobre sus propias regiones y palenques. A finales del siglo XVIII se alcanzó la cifra de 200.000 esclavos africanos en Jamaica, mientras que la población inglesa rondaba los 10 000, constituyéndose en la élite política, económica y social. Además, sólo la colonia de Jamaica generaba más riqueza para el imperio británico que las Trece Colonias (actual EE. UU.). Se sucedieron, con escaso éxito, las revueltas y huidas de esclavos de las plantaciones azucareras, mientras que la pugna por las regiones maroons ocasionó la segunda guerra Cimarron. Jamaica acogió tanto a los exiliados ingleses lealistas tras la guerra de Independencia de los Estados Unidos como a los franceses que huían de la revolución haitiana. También, Jamaica fue la base de la fallida expedición a San Juan (1780) que pretendía hacerse con un paso hacia el Pacífico a través de territorio español. Sin embargo, la expedición naval mandada desde Jamaica por Alexander Lindsay logró derrotar a los españoles en cayo Cocina (1798), obteniendo el control sobre la Honduras británica (actual Belice).

Cortadores de caña de azúcar (1880) Colección Michael Graham-Stewart

A principios del siglo XIX Jamaica se convirtió en el mayor exportador de azúcar del mundo, produciendo 77 000 toneladas al año entre 1820 y 1824. Precedida en Jamaica por la gran revuelta de esclavos iniciada por Samuel Sharpe, la esclavitud en el imperio británico fue abolida por la Slavery Abolition Act (1833). Además, el sistema de aprendizaje finalizó en 1838 con la emancipación total. La pugna con los Estados Unidos por la influencia en Centroamérica dio lugar a episodios como la ocupación de San Juan del Norte (actual Nicaragua) por el gobernador Charles Edward Grey en 1848. En 1865 Jamaica obtuvo la condición de Crown Colony. En 1872 se trasladó la capital desde Spanish Town a Kingston. Además, en 1874 Jamaica obtuvo la jurisdicción sobre Islas Turcas y Caicos, hasta entonces parte de la colonia de Bahamas (actual Bahamas).
A principios del siglo XX se produjo el auge del cultivo de la banana para su exportación por empresas como la United Fruit Company. Tras la Segunda Guerra Mundial se iniciaron los procesos de descolonización en todo el imperio británico. Además, en la década de 1950 se produjo el auge de la minería de bauxita en Saint Ann´s. En 1958 Jamaica se incorporó a la Federación de las Indias Occidentales, hasta 1961. Jamaica se independizó de Reino Unido en 1962. Sin embargo, los fuertes lazos económicos y culturales se mantuvieron con la adhesión a la Commonwealth y con el rey de Reino Unido cono rey de Jamaica y jefe del estado.

### Independencia de Jamaica (1958)

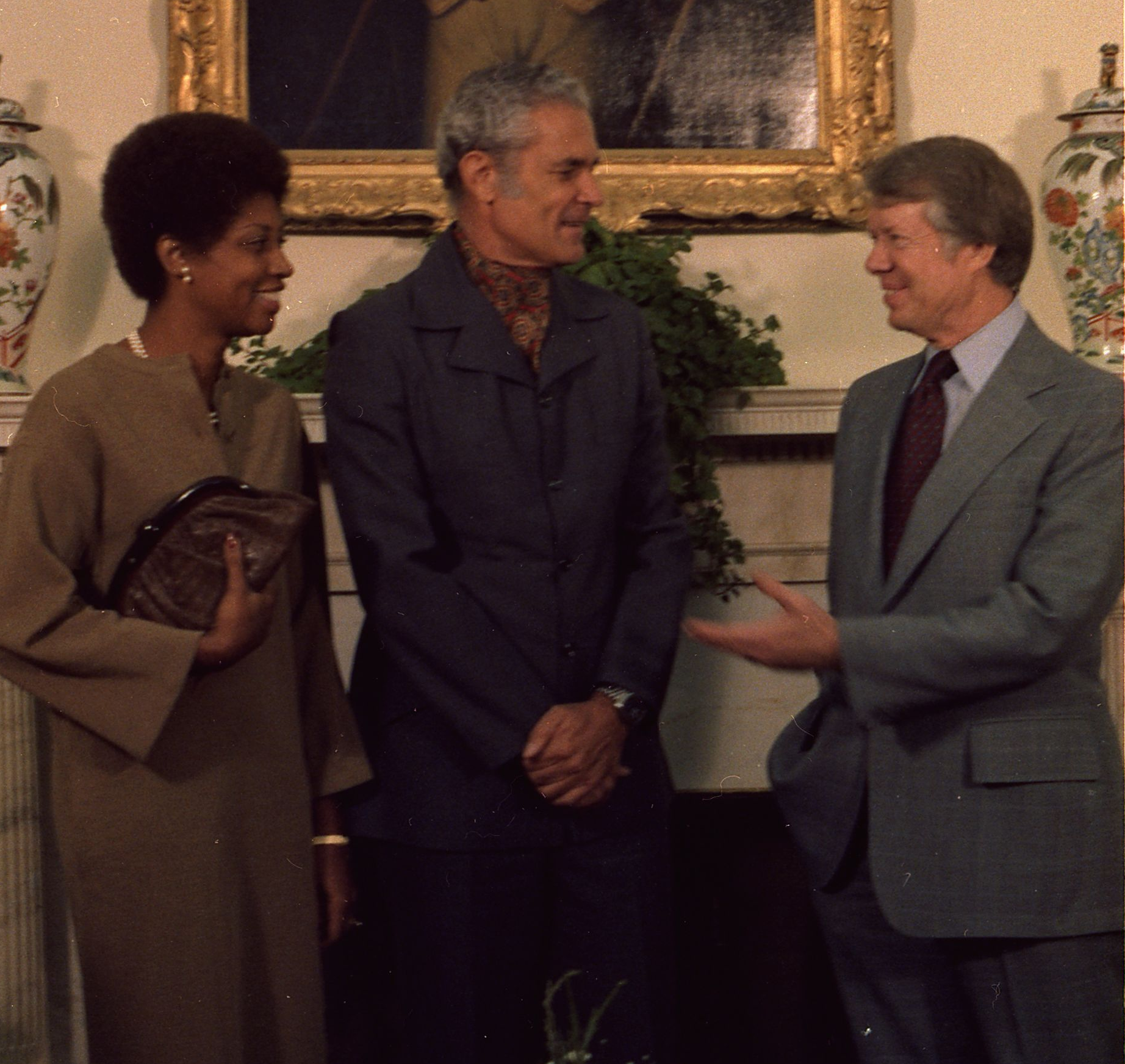
El primer ministro jamaicano Michael Manley y su esposa con el presidente estadounidense Jimmy Carter en 1977

En el siglo XX, Jamaica se independizó del Reino Unido. En 1958 se convirtió en una provincia de la Federación de las Indias Occidentales y en mayo de 1960, Alexander Bustamante, líder del JLP (Partido Laborista de Jamaica, conservador) declaró su oposición a que Jamaica siguiese siendo parte de las Indias Occidentales. El partido que estaba en el poder, el People's National Party, convocó un referéndum sobre la independencia, que fue declarada el 6 de agosto de 1962. El JLP gobernó Jamaica durante diez años tras la independencia.
En 1972, el Partido Nacional del Pueblo (PNP) obtuvo su primera gran victoria electoral desde la independencia y eligió primer ministro a Michael Manley. Manley reafirmó los fundamentos ideológicos socialistas democráticos del PNP trabajando para aumentar la alfabetización, el acceso a la educación superior y la propiedad de la vivienda, y abolió las leyes que discriminaban a las mujeres y a los niños nacidos fuera del matrimonio. A diferencia de las políticas de anteriores primeros ministros del JLP, mejoró las relaciones con países socialistas como Cuba, apoyó las rebeliones anticoloniales en el sur de África y estrechó lazos con el Movimiento de Países No Alineados. También impuso un impuesto sobre la bauxita. Los ataques a las políticas de Manley, calificadas de «comunistas», fueron acompañados de violencia, lo que llevó a la declaración del estado de emergencia en 1976. No obstante, las políticas sociales del gobierno fueron populares entre las clases más pobres, lo que llevó a la victoria de Manley y el PNP en las elecciones de 1976. Las repercusiones de la Primera crisis del petróleo decidida por la OPEP y la presión de Estados Unidos llevaron al JLP a recuperar el poder en las elecciones de 1980.
El nuevo primer ministro, Edward Seaga, rompió relaciones diplomáticas con Cuba para reconciliarse con Washington. La administración del presidente estadounidense Ronald Reagan reaccionó positivamente a la política anticomunista de Seaga; Jamaica se convirtió en uno de los principales receptores de ayuda estadounidense en el Caribe. En octubre de 1983, Seaga envió tropas a participar en la invasión de Granada para derrocar al gobierno comunista de ese país. Aunque impopular, el JLP permaneció en el poder hasta 1989, cuando el PNP boicoteó las elecciones en protesta por los métodos autoritarios del gobierno. La crisis económica y la austeridad impuesta por las exigencias de reestructuración del Banco Mundial y el FMI desencadenaron disturbios y una huelga general en 1985. El JLP y el PNP se han alternado en el poder desde entonces, pero este último abandonó su orientación socialista en la década de 1990 para volver al centro.
Algunos políticos de relevancia estaban ligados a dos bandas rivales de Kingston, fuertemente armadas. Esto llevó, junto al creciente tráfico de cocaína de mediados de esta década, a situaciones violentas; desembocando en las guerras urbanas de Kingston desde 1990 hasta la actualidad. Las zonas rurales del país están libres del conflicto.
En la actualidad (2024) Jamaica es el sexto país más pobre de América por RNB, además mantiene unos altos índices de criminalidad, situándose entre los países más peligrosos de América y el mundo.

## Política

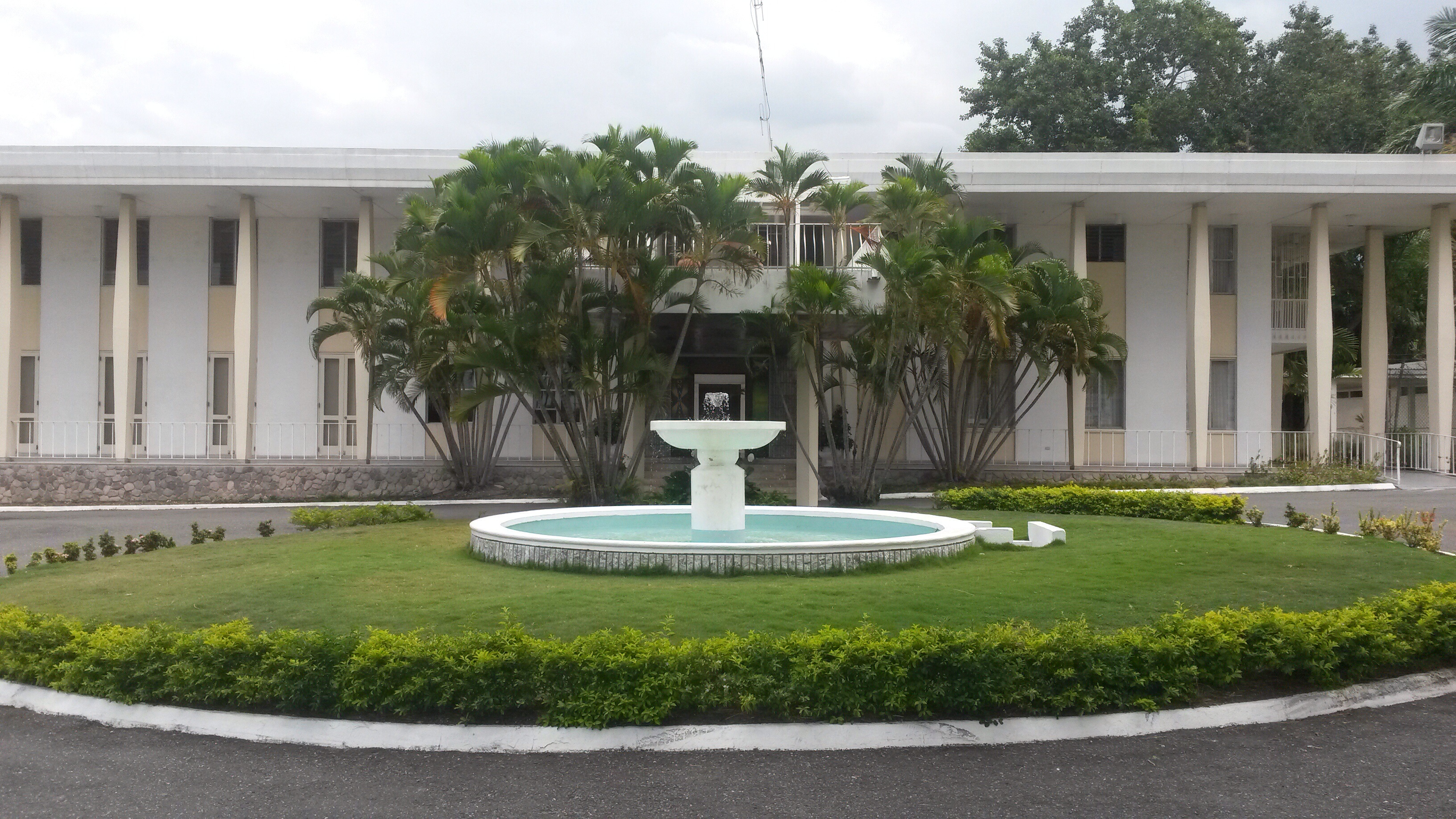
Oficina del primer ministro de Jamaica

Para poder entender por qué no ha existido un gobierno autónomo hasta 1962, hay que recordar que entre 1953 y 1957, como consecuencia de las rebeliones civiles, se logran avances constitucionales, como plena autonomía gubernamental local, aunque supeditada al gobierno británico.
En el siglo XX, Jamaica se independizó del Reino Unido. En 1958 se convirtió en una provincia de la Federación de las Indias Occidentales, por lo que siguió estando sujeta a un gobierno extranjero.
No fue hasta el 6 de agosto de 1962 cuando Jamaica alcanzó su independencia y con ella un gobierno autónomo capaz de tomar sus propias decisiones. Es aquí cuando se puede decir que Jamaica empezó a gobernarse a sí misma, fundando los futuros partidos políticos y su propio sistema político.
El sistema parlamentario de Jamaica se basa en el modelo británico de Westminster y comparte muchas de sus características fundamentales. El legislador que obtiene el apoyo de la mayoría de la Cámara baja —invariablemente, el líder del partido mayoritario— es invitado por el gobernador General a ocupar el puesto de primer ministro y, a su vez, a nombrar los ministros del gabinete. El primer ministro es el jefe del gobierno. El monarca británico es el jefe del Estado y está representado por un gobernador general, que se nombra según el consejo del primer ministro.

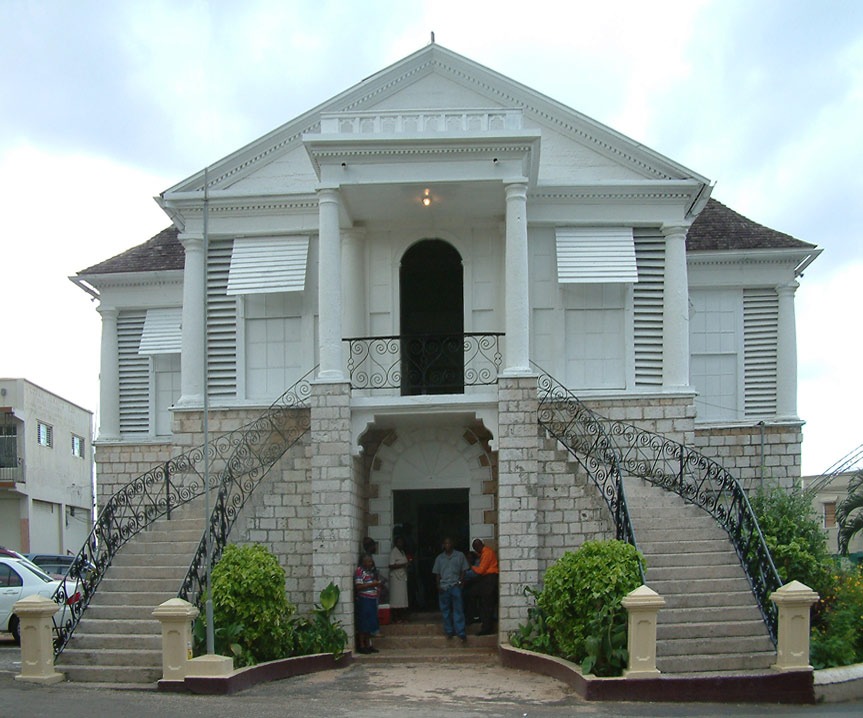
Tribunal de Mandeville, Jamaica

El gobierno es responsable ante la Cámara de Representantes, que puede dar por terminado el período de gobierno si una mayoría apoya un voto de no confianza. Debe convocarse a elecciones dentro de un plazo de cinco años a partir de la elección precedente, pero la determinación de la fecha exacta queda a discreción del primer ministro, con la aprobación del gobernador general, quien, como el rey en Gran Bretaña, desempeña principalmente un papel ceremonial.
La dinámica de la competencia entre partidos, especialmente desde 1990, ha propiciado la estabilidad política. A partir de 1962 el poder se ha alternado entre dos partidos —el Partido Nacional Popular (PNP) y el Partido Laborista de Jamaica (JLP)—.

### Derechos humanos
En materia de derechos humanos, respecto a la pertenencia a los siete organismos de la Carta Internacional de Derechos Humanos, que incluyen al Comité de Derechos Humanos (HRC), Jamaica ha firmado o ratificado:
| Jamaica | Tratados internacionales | Tratados internacionales | Tratados internacionales | Tratados internacionales | Tratados internacionales  | Tratados internacionales | Tratados internacionales | Tratados internacionales | Tratados internacionales  | Tratados internacionales  | Tratados internacionales | Tratados internacionales | Tratados internacionales | Tratados internacionales    | Tratados internacionales | Tratados internacionales  | Tratados internacionales | Tratados internacionales    |
| --- | ------------------------ | ------------------------ | ------------------------ | ------------------------ | ------------------------- | ------------------------ | ------------------------ | ------------------------ | ------------------------- | ------------------------- | ------------------------ | ------------------------ | ------------------------ | --------------------------- | ------------------------ | ------------------------- | ------------------------ | --------------------------- |
| Jamaica | CESCR                    | CESCR                    | CCPR                     | CCPR                     | CCPR                      | CERD                     | CED                      | CEDAW                    | CEDAW                     | CAT                       | CAT                      | CRC                      | CRC                      | CRC                         | CRC                      | MWC                       | CRPD                     | CRPD                        |
| Jamaica | CESCR                    | CESCR-OP                 | CCPR                     | CCPR-OP1                 | CCPR-OP2-DP               | CERD                     | CED                      | CEDAW                    | CEDAW-OP                  | CAT                       | CAT-OP                   | CRC                      | CRC-OP-AC                | CRC-OP-SC                   | CRC-OP-CP                | MWC                       | CRPD                     | CRPD-OP                     |
| Pertenencia | Firmado y ratificado.    | Sin información.         | Firmado y ratificado.    | Firmado y ratificado.    | Ni firmado ni ratificado. | Firmado y ratificado.    | Sin información.         | Firmado y ratificado.    | Ni firmado ni ratificado. | Ni firmado ni ratificado. | Sin información.         | Firmado y ratificado.    | Firmado y ratificado.    | Firmado pero no ratificado. | Sin información.         | Ni firmado ni ratificado. | Firmado y ratificado.    | Firmado pero no ratificado. |
| Firmado y ratificado, firmado, pero no ratificado, ni firmado ni ratificado, sin información, ha accedido a firmar y ratificar el órgano en cuestión, pero también reconoce la competencia de recibir y procesar comunicaciones individuales por parte de los órganos competentes. |                          |                          |                          |                          |                           |                          |                          |                          |                           |                           |                          |                          |                          |                             |                          |                           |                          |                             |

### Defensa

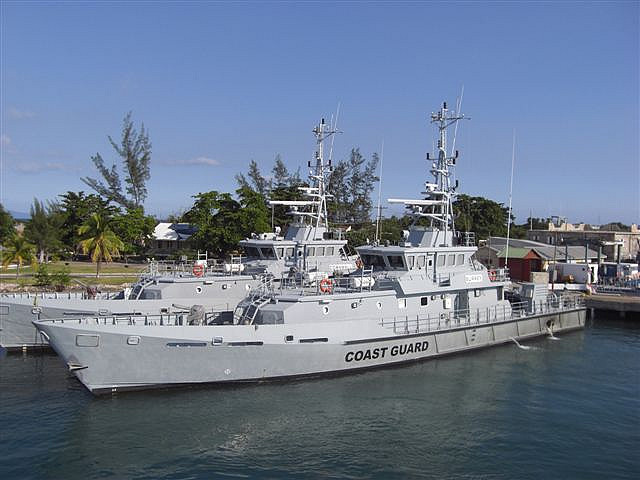
Patrulleras de la Guardia Costera de Jamaica

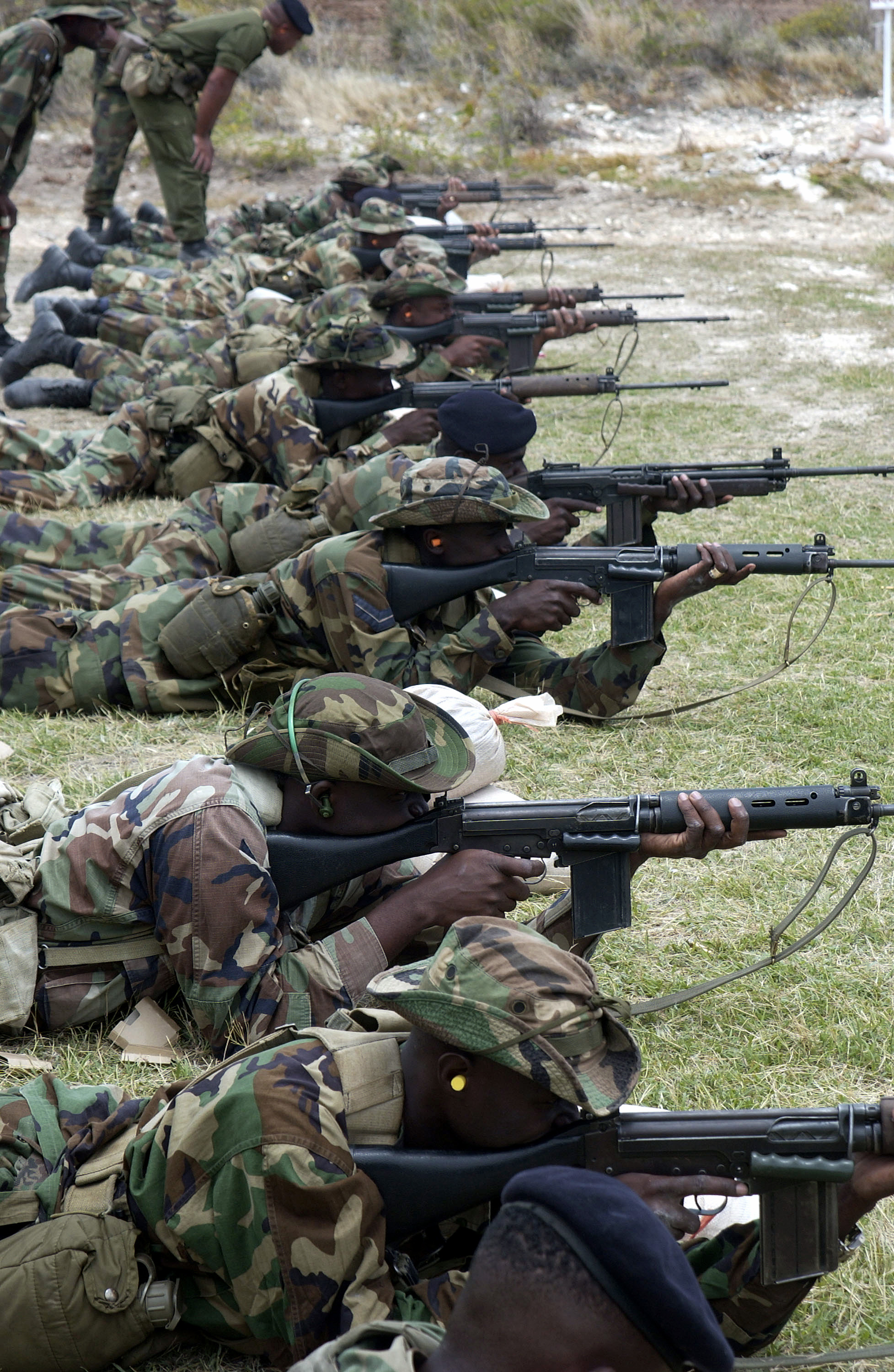
Soldados de la Fuerza de Defensa de Jamaica

La Fuerza de Defensa de Jamaica (JDF) es la fuerza militar de Jamaica, pequeña pero profesional. La JDF se basa en el modelo militar británico, con una organización, formación, armamento y tradiciones similares. Una vez elegidos, los candidatos a oficiales son enviados a uno de los varios cursos básicos para oficiales británicos o canadienses, dependiendo del brazo de servicio. Los soldados alistados reciben la formación básica en Up Park Camp o en el JDF Training Depot, Newcastle, ambos en San Andrés. Al igual que en el modelo británico, los suboficiales reciben varios niveles de formación profesional a medida que ascienden en el escalafón. Existen escuelas militares adicionales para la formación especializada en Canadá, Estados Unidos y el Reino Unido.
Las JDF descienden directamente del Regimiento de las Indias Occidentales del Ejército Británico, que se formó durante la época colonial. El Regimiento de las Indias Occidentales se utilizó ampliamente en todo el Imperio Británico para la vigilancia policial del imperio desde 1795 hasta 1926. Otras unidades del legado del JDF incluyen la Milicia de Jamaica de la época colonial temprana, los Voluntarios de Infantería de Kingston de la Primera Guerra Mundial y reorganizados en los Voluntarios de Infantería de Jamaica en la Segunda Guerra Mundial. El Regimiento de las Indias Occidentales fue reformado en 1958 como parte de la Federación de las Indias Occidentales, tras la disolución de la Federación se estableció el JDF.
La Fuerza de Defensa de Jamaica (JDF) está compuesta por un Regimiento de infantería y un Cuerpo de Reserva, un Ala Aérea, una flota de Guardacostas y una Unidad de Ingeniería de apoyo. El regimiento de infantería contiene los batallones 1.º, 2.º y 3.º (Reserva Nacional). El Ala Aérea de las JDF se divide en tres unidades de vuelo, una unidad de entrenamiento, una unidad de apoyo y el Ala Aérea de las JDF (Reserva Nacional). Los guardacostas se dividen en tripulaciones marítimas y tripulaciones de apoyo que se encargan de la seguridad marítima y de la aplicación de la ley marítima, así como de operaciones relacionadas con la defensa.
El papel del batallón de apoyo es proporcionar apoyo para aumentar el número de efectivos en combate e impartir formación de competencia para permitir la preparación de la fuerza. El 1.er Regimiento de Ingenieros se formó debido al aumento de la demanda de ingenieros militares y su papel es proporcionar servicios de ingeniería cuando y donde se necesiten. El Cuartel General de las FDJ contiene al Comandante de las FDJ, el Estado Mayor de Mando, así como las secciones de Inteligencia, Oficina del Juez Abogado, Administrativa y de Adquisiciones.
En los últimos años, el JDF ha sido llamado para ayudar a la policía de la nación, la Jamaica Constabulary Force (JCF), en la lucha contra el contrabando de drogas y un creciente índice de criminalidad que incluye una de las tasas de homicidios más altas del mundo. Las unidades del JDF realizan patrullas armadas con la JCF en zonas de alta criminalidad y en conocidos barrios de bandas. Este papel de las JDF ha suscitado tanto controversia como apoyo. A principios de 2005, el líder de la oposición, Edward Seaga, pidió la fusión de las JDF y la JCF. En 2017, Jamaica firmó el Tratado de la ONU sobre la Prohibición de las Armas Nucleares.

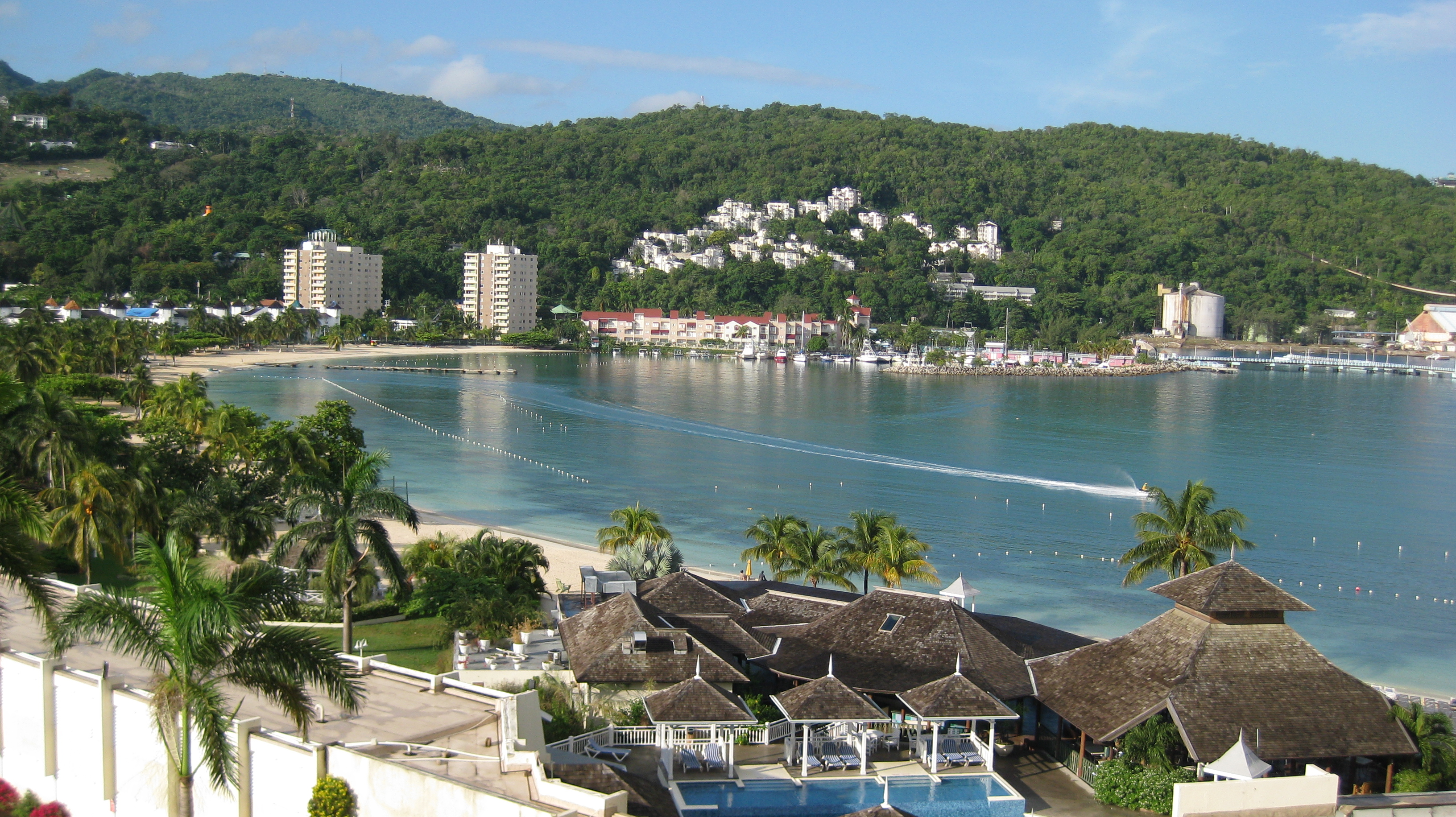
Vista de Ocho Ríos en la parroquia de Saint Ann la más grande de Jamaica con 1212,6 km²

## Organización territorial

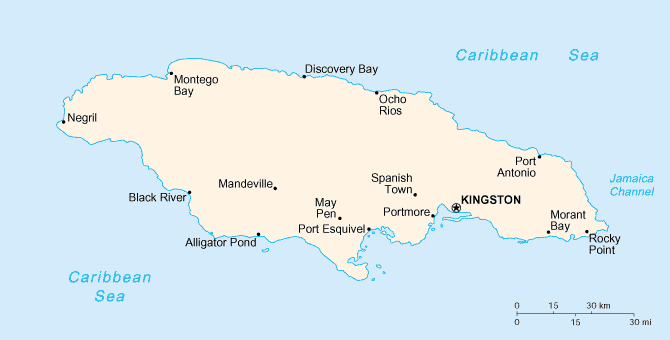
Un mapa de Jamaica.

Jamaica está dividida en 14 parroquias, las cuales están repartidas en tres condados históricos, que no tienen importancia administrativa.
En el contexto del gobierno local, las parroquias tienen designadas autoridades locales. No obstante, estas se denominan más frecuentemente como corporaciones municipales. Puede haber municipios urbanos o rurales. Cualquier municipio urbano debe tener una población de al menos 50.000 habitantes, y un municipio rural una población fijada por el Ministerio de Gobierno Local. Actualmente, no hay municipios rurales.
Los gobiernos locales de las parroquias de Kingston y Saint Andrew están consolidadas como un municipio urbano. El municipio urbano más reciente es el de Portmore, ya que fue creado en el 2003. Aunque esté localizado en la parroquia de Saint Catherine, está gobernado de manera independiente.
|                      |                              | Parroquia | km²     | Población (2001) | Capital |
| -------------------- | ---------------------------- | --------- | ------- | ---------------- | ------- |
| Condado de Cornwall  |                              |           |         |                  |         |
| 1                    | Parroquia de Hanover         | 450,4     | 67.037  | Lucea            |         |
| 2                    | Parroquia de Saint Elizabeth | 1.212,4   | 146.404 | Black River      |         |
| 3                    | Parroquia de Saint James     | 594,9     | 175.127 | Montego Bay      |         |
| 4                    | Parroquia de Trelawny        | 874,6     | 73.066  | Falmouth         |         |
| 5                    | Parroquia de Westmoreland    | 807,0     | 138.947 | Savanna-la-Mar   |         |
| Condado de Middlesex |                              |           |         |                  |         |
| 6                    | Parroquia de Clarendon       | 1.196,3   | 237.024 | May Pen          |         |
| 7                    | Parroquia de Mánchester      | 830,1     | 185.801 | Mandeville       |         |
| 8                    | Parroquia de Saint Ann       | 1.212,6   | 166.762 | Saint Ann's Bay  |         |
| 9                    | Parroquia de Saint Catherine | 1.192,4   | 482.308 | Spanish Town     |         |
| 10                   | Parroquia de Saint Mary      | 610,5     | 111.466 | Port Maria       |         |
| Condado de Surrey    |                              |           |         |                  |         |
| 11                   | Parroquia de Kingston        | 21,8      | 96.052  | Kingston         |         |
| 12                   | Parroquia de Portland        | 814,0     | 80.205  | Port Antonio     |         |
| 13                   | Parroquia de Saint Andrew    | 430,7     | 555.828 | Half Way Tree    |         |
| 14                   | Parroquia de Saint Thomas    | 742,8     | 91.604  | Morant Bay       |         |

## Geografía

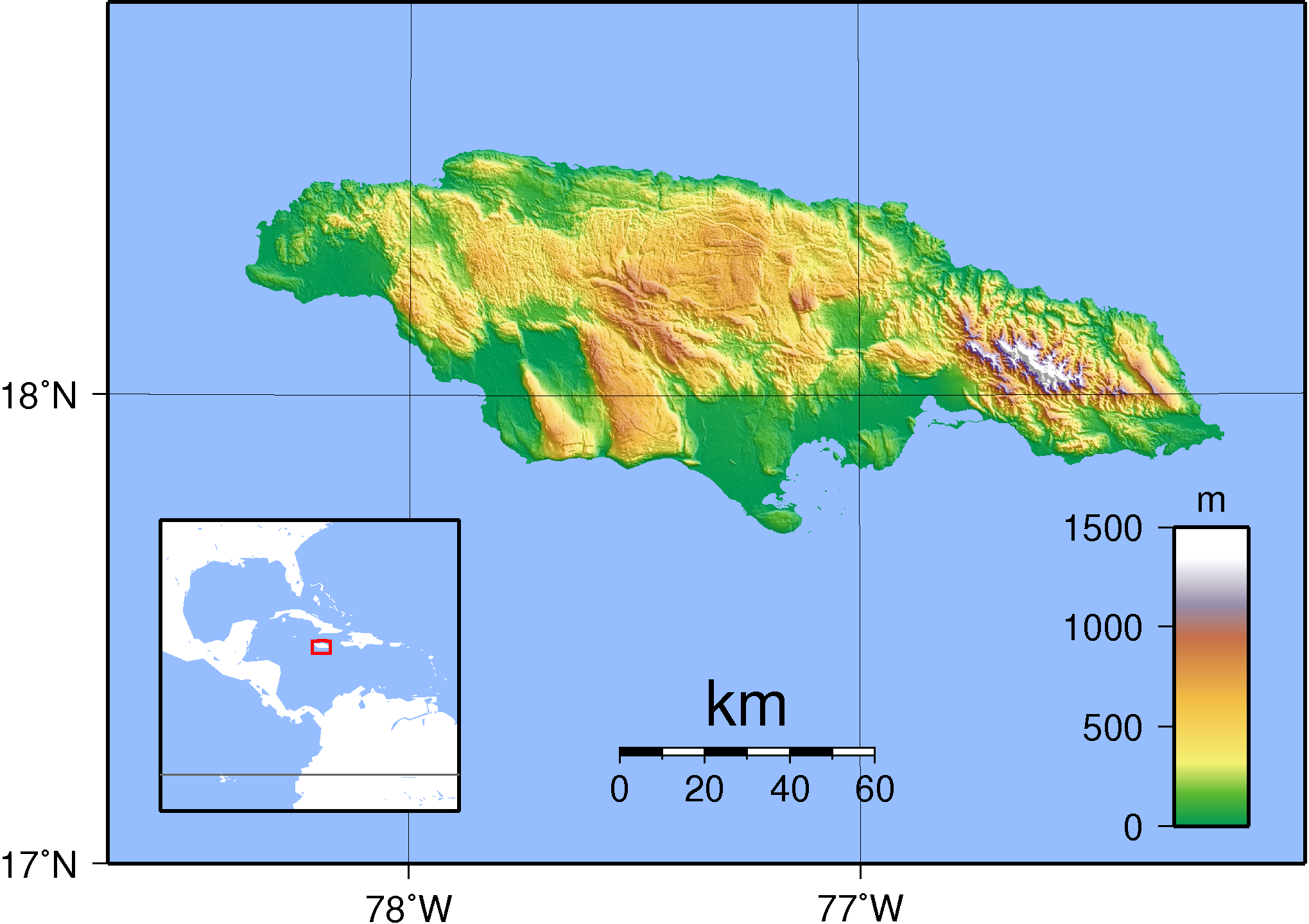
Mapa físico de la isla de Jamaica.

La isla está compuesta principalmente por terreno montañoso rodeado de una pequeña franja de costa. Las ciudades se suelen establecer en esta llanura costera.
El clima en Jamaica es tropical, suele ser cálido y húmedo, aunque en las zonas de montaña puede ser algo más fresco.
Pese a su situación, en medio del mar Caribe, no sufre con tanta frecuencia los huracanes como sus islas vecinas. Esto se debe principalmente a sus montañas, que los desvían.

### Islas, cayos y bancos
Aparte de la isla principal Jamaica incluye varios grupos menores de islas, bancos de arena, cayos y arrecifes:
- Banco de Pedro (Pedro Bank)
- Cayos de Pedro (Pedro Cays)
- Cayos de Puerto Real (Port Royal Cays)

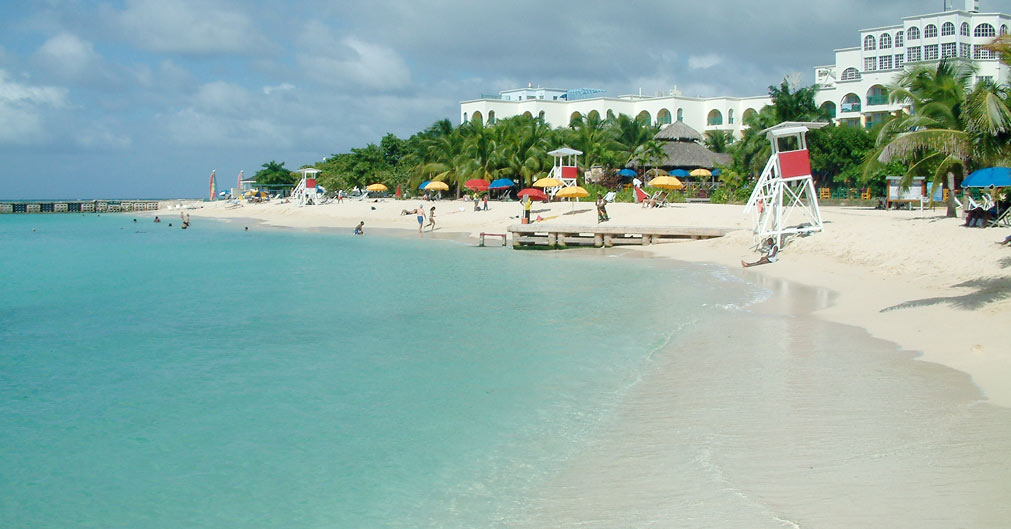
Playa de Doctor's Cave

- Cayos de Morant (Morant Cays)
- Playa de Doctor's CaveCayo Sandals (Sandals Cay)
- Islas Bogue (Bogue Islands)
- Isla Navy (Navy Island)
- Isla Pigeon (Pigeon Island)

### Flora y Fauna
El clima de Jamaica es tropical y sustenta diversos ecosistemas con una gran riqueza de plantas y animales. Su vida vegetal ha cambiado considerablemente a lo largo de los siglos; cuando llegaron los españoles en 1494, salvo pequeños claros agrícolas, el país estaba profundamente arbolado. Los colonos europeos talaron los grandes árboles madereros para la construcción y el aprovisionamiento de los barcos, y despejaron las llanuras, las sabanas y las laderas de las montañas para dedicarlas a intensos cultivos agrícolas. Se introdujeron muchas plantas nuevas, como la caña de azúcar, los plátanos y los cítricos.

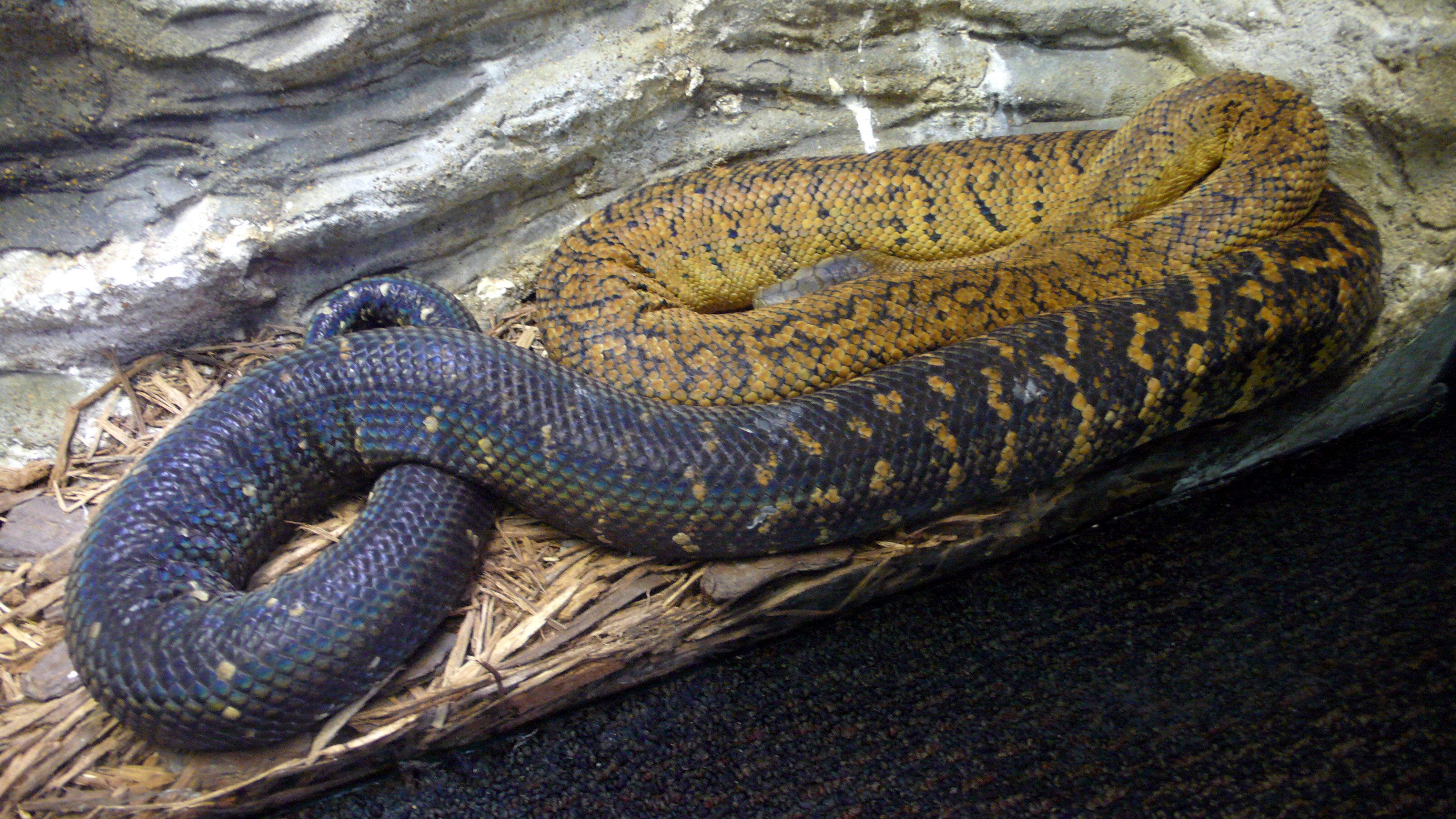
Boa de Jamaica

Jamaica alberga unas 3000 especies de plantas con flores autóctonas (de las cuales más de 1000 son endémicas y 200 son especies de orquídeas), miles de especies de flora sin flores y unos 20 jardines botánicos, algunos de los cuales tienen varios cientos de años. En las zonas de abundantes precipitaciones también hay bambú, helechos, ébano, caoba y palisandro. A lo largo de la zona costera sur y suroeste se encuentran cactus y plantas similares de zonas áridas. Algunas zonas del oeste y el suroeste están formadas por grandes praderas con árboles dispersos. Jamaica alberga tres ecorregiones terrestres, los bosques húmedos de Jamaica, los bosques secos de Jamaica y los manglares de las Antillas Mayores. En 2019, su puntuación media en el Índice de Integridad del Paisaje Forestal fue de 5,01/10, lo que la sitúa en el puesto 110 de 172 países,
La fauna de Jamaica, típica del Caribe, incluye una fauna muy diversificada con muchas especies endémicas. Al igual que en otras islas oceánicas, los mamíferos terrestres son en su mayoría varias especies de murciélagos, de las cuales al menos tres especies endémicas sólo se encuentran en Cockpit Country, una de las cuales está en peligro. Otras especies de murciélagos son el murciélago comedor de higos y el murciélago de cola peluda. El único mamífero no murciélago autóctono que existe en Jamaica es la jutía jamaicana, conocida localmente como coney.

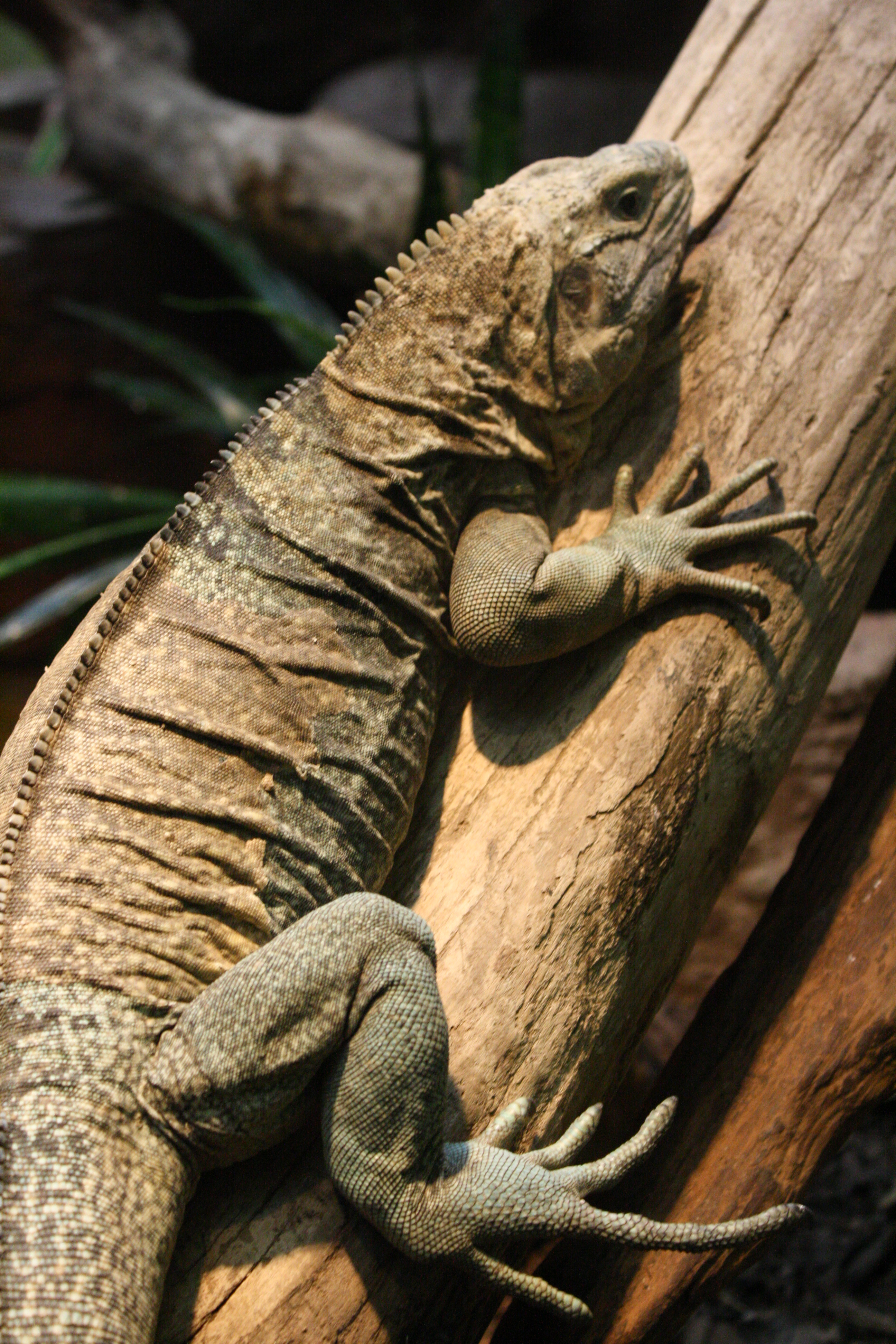
Iguana de Jamaica

También son comunes los mamíferos introducidos, como el jabalí y la pequeña mangosta asiática. Jamaica también alberga unas 50 especies de reptiles, la mayor de las cuales es el cocodrilo americano; sin embargo, sólo está presente en el río Negro y en algunas otras zonas. Lagartos como los anoles, iguanas y serpientes como los corredores y la boa jamaicana (la serpiente más grande de la isla), son comunes en zonas como el Cockpit Country. Ninguna de las ocho especies de serpientes autóctonas de Jamaica es venenosa,
Jamaica alberga unas 289 especies de aves, de las cuales 27 son endémicas, entre ellas los loros de pico negro y el mirlo jamaicano, ambos en peligro de extinción y que sólo se encuentran en Cockpit Country. También es el hogar autóctono de cuatro especies de colibríes (tres de las cuales no se encuentran en ningún otro lugar del mundo): el colibrí de pico negro, el mango de Jamaica, el colibrí de verbena y el colibrí de pico rojo. La lavandera de pico rojo, conocida localmente como el «pájaro médico», es el símbolo nacional de Jamaica, Otras especies notables son el jamaican tody y el flamenco.
Una especie de tortuga de agua dulce es autóctona de Jamaica, el galápago jamaicano. Sólo se encuentra en Jamaica y en algunas islas de las Bahamas. Además, muchos tipos de ranas son comunes en la isla, especialmente las ranas arborícolas.
En las aguas jamaicanas abundan los peces de agua dulce y salada. Las principales variedades de peces de agua salada son el martín pescador, el jurel, la caballa, el merlán, el bonito y el atún. Entre los peces que ocasionalmente entran en ambientes de agua dulce y estuarios se encuentran el róbalo, el pez joya, el pargo de manglar y la lisa. Los peces que pasan la mayor parte de su vida en las aguas dulces de Jamaica son muchas especies de peces de agua dulce, killifish, gobios de agua dulce, la lisa de montaña y la anguila americana. Las tilapias, introducidas desde África para la acuicultura, son muy comunes. En las aguas que rodean Jamaica también se ven delfines, peces loro y el manatí, especie en peligro de extinción.

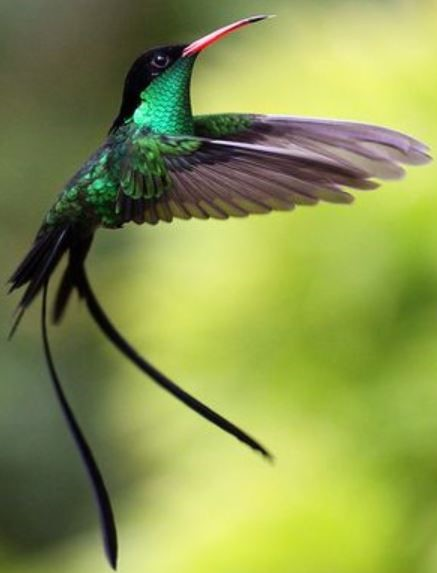
El Colibrí Jamaiquino

Abundan los insectos y otros invertebrados, entre ellos el ciempiés más grande del mundo, el ciempiés gigante amazónico. Jamaica alberga unas 150 especies de mariposas y polillas, entre ellas 35 autóctonas y 22 subespecies. También es el hogar nativo de la cola de golondrina jamaicana, la mariposa más grande del hemisferio occidental.

### Vida acuática
Los ecosistemas de arrecifes de coral son importantes porque proporcionan a las personas una fuente de sustento, alimentos, recreo y compuestos medicinales y protegen la tierra en la que viven. Jamaica depende del océano y su ecosistema para su desarrollo. Sin embargo, la vida marina de Jamaica también se está viendo afectada.
Puede haber muchos factores que contribuyan a que la vida marina no goce de la mejor salud. El origen geológico de Jamaica, sus características topográficas y las elevadas precipitaciones estacionales la hacen susceptible a una serie de peligros naturales que pueden afectar al medio costero y oceánico. Los arrecifes de coral del Parque Marino de Negril (NMP), en Jamaica, se han visto cada vez más afectados por la contaminación por nutrientes y la proliferación de macroalgas tras décadas de desarrollo intensivo como importante destino turístico. Otro de esos factores podría ser el turismo: al ser Jamaica un lugar muy turístico, la isla atrae a numerosas personas de todo el mundo.
La industria turística jamaicana representa el 32% del empleo total y el 36% del PIB del país y se basa en gran medida en el sol, el mar y la arena, siendo estos dos últimos atributos dependientes de unos ecosistemas de arrecifes de coral sanos. Debido al turismo de Jamaica, han desarrollado un estudio para ver si el turista estaría dispuesto a ayudar económicamente a gestionar su ecosistema marino, ya que Jamaica por sí sola no puede. El océano conecta a todos los países del mundo, sin embargo, todo y todos están afectando al flujo y a la vida en el océano. Jamaica es un lugar muy turístico, sobre todo por sus playas. Si sus océanos no funcionan de forma óptima, el bienestar de Jamaica y de sus habitantes empezará a deteriorarse. Según la OCDE, los océanos aportan anualmente 1,5 billones de dólares en valor añadido a la economía global. Un país en desarrollo situado en una isla obtendrá la mayor parte de sus ingresos de su océano.

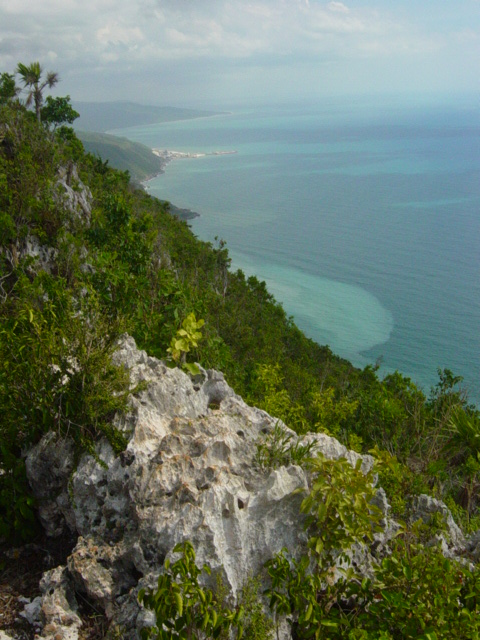
Lover's Leap Jamaica

### Geología
Jamaica está situada en el extremo norte de la Placa del Caribe, que se desliza bajo la Placa Norteamericana directamente frente a la costa. La proximidad al límite de placas provoca repetidamente fuertes terremotos, como el que destruyó Port Royal, entre otros, en 1692.
El oeste y el centro de la isla están dominados por capas de piedra caliza de varios cientos de metros de espesor, que cubren aproximadamente dos tercios de la superficie. En el centro, forman cadenas montañosas de hasta 900 metros de altura. En la roca blanda se han formado profundos valles y cuevas con cursos de ríos subterráneos. La karstificación es especialmente pronunciada en el condado de Cockpit, al sur de Montego Bay.
En algunos lugares del norte, las montañas caen abruptamente más de 500 metros hasta el mar. Allí, la fosa Kaimang, de 7680 metros de profundidad, comienza inmediatamente frente a la costa. En el sur, el descenso hacia el mar es más llano, con amplias llanuras aluviales creadas por los ríos en los últimos ocho millones de años. Las excepciones son dos cadenas montañosas en Westmoreland y Santa Isabel, que llegan hasta la costa. Además de caliza, el lecho rocoso está formado por magma enfriado, gneis y esquisto. El recurso mineral más importante es la bauxita, cuyos yacimientos se encuentran al este de Montego Bay y al oeste de Kingston, en el interior de la isla. También se extraen yeso y mármol.
El este se caracteriza por las Montañas Azules, una cadena montañosa que se extiende de noroeste a sureste a lo largo de unos 100 kilómetros, con numerosas estribaciones al norte y al sur. Aquí se encuentra el punto más alto de la isla, el Pico de la Montaña Azul, de 2256 metros.

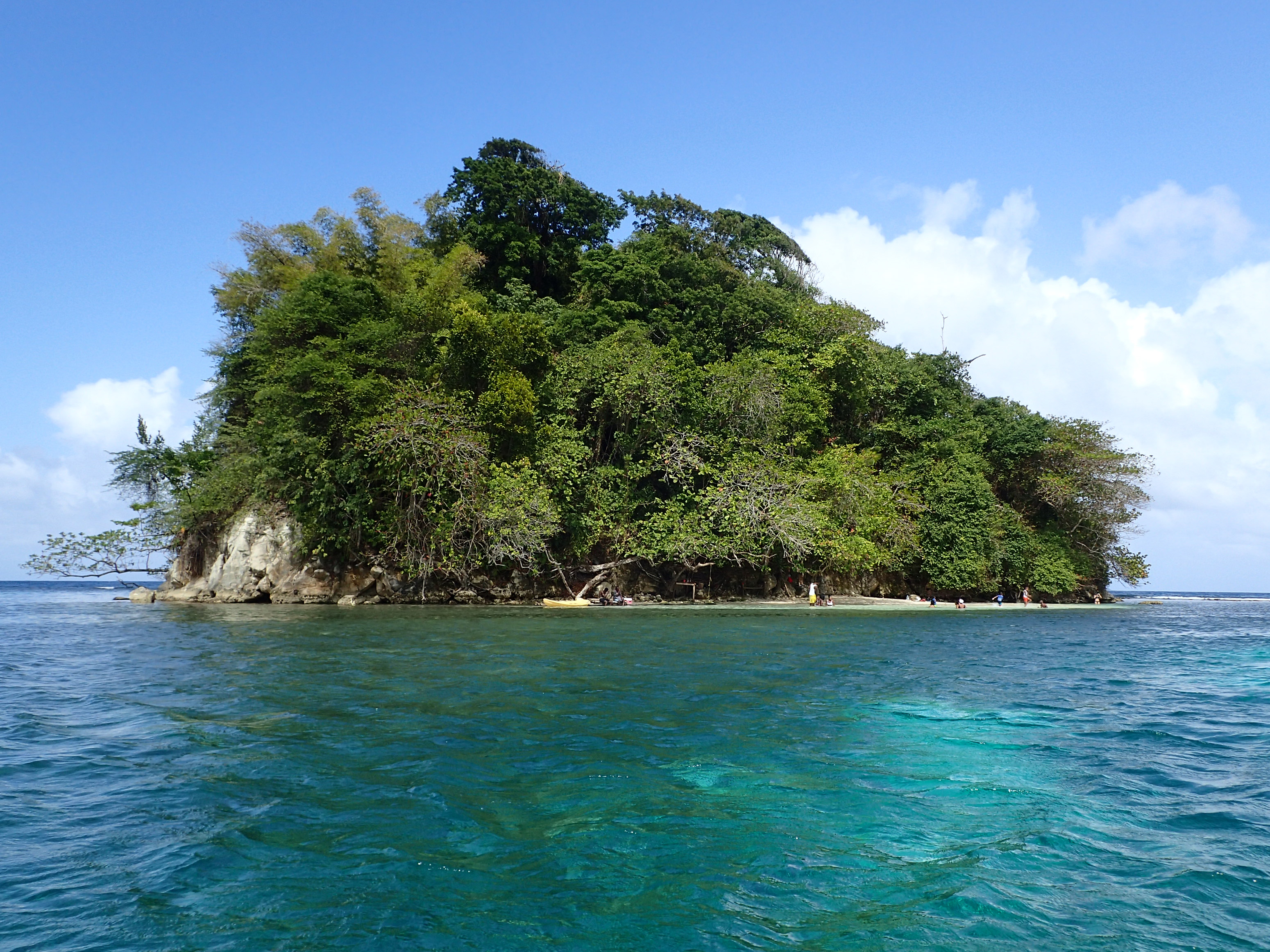
Isla Pellew, Jamaica

Jamaica está surcada por numerosos ríos cortos. Debido a la ubicación de las montañas, éstas fluyen principalmente hacia el norte o el sur. La cantidad de agua que transportan varía mucho durante las estaciones lluviosas. En la roca, en su mayor parte blanda, los ríos pueden cambiar fácilmente de curso o discurrir bajo tierra durante largos tramos.
El río Negro se menciona a menudo como el más largo de Jamaica. A lo largo de 53,4 kilómetros, lleva agua por encima de la superficie durante todo el año y es navegable con pequeñas embarcaciones. Sin embargo, el río más largo es el Río Minho, con 92,6 kilómetros, cuyo curso superior se seca regularmente y que sólo es navegable en las inmediaciones de la costa. Ambos ríos se encuentran en el suroeste y están separados por la cuenca del Clarendon. También son navegables tramos del río Cabaritta, de 39,7 kilómetros. El río Cobre, que riega 73 km² de tierras cultivadas en Santa Catalina y suministra electricidad a Spanish Town, reviste especial importancia económica.
En la caliza porosa rara vez se forman lagos. El lago Moneague es una excepción. En años normales sólo ocupa una superficie muy pequeña o se seca por completo. Sin embargo, a intervalos de varias décadas, crece hasta alcanzar una superficie de 300 hectáreas, que conserva durante varios meses. Se desconoce el motivo, pero probablemente esté relacionado con cambios en la escorrentía subterránea.

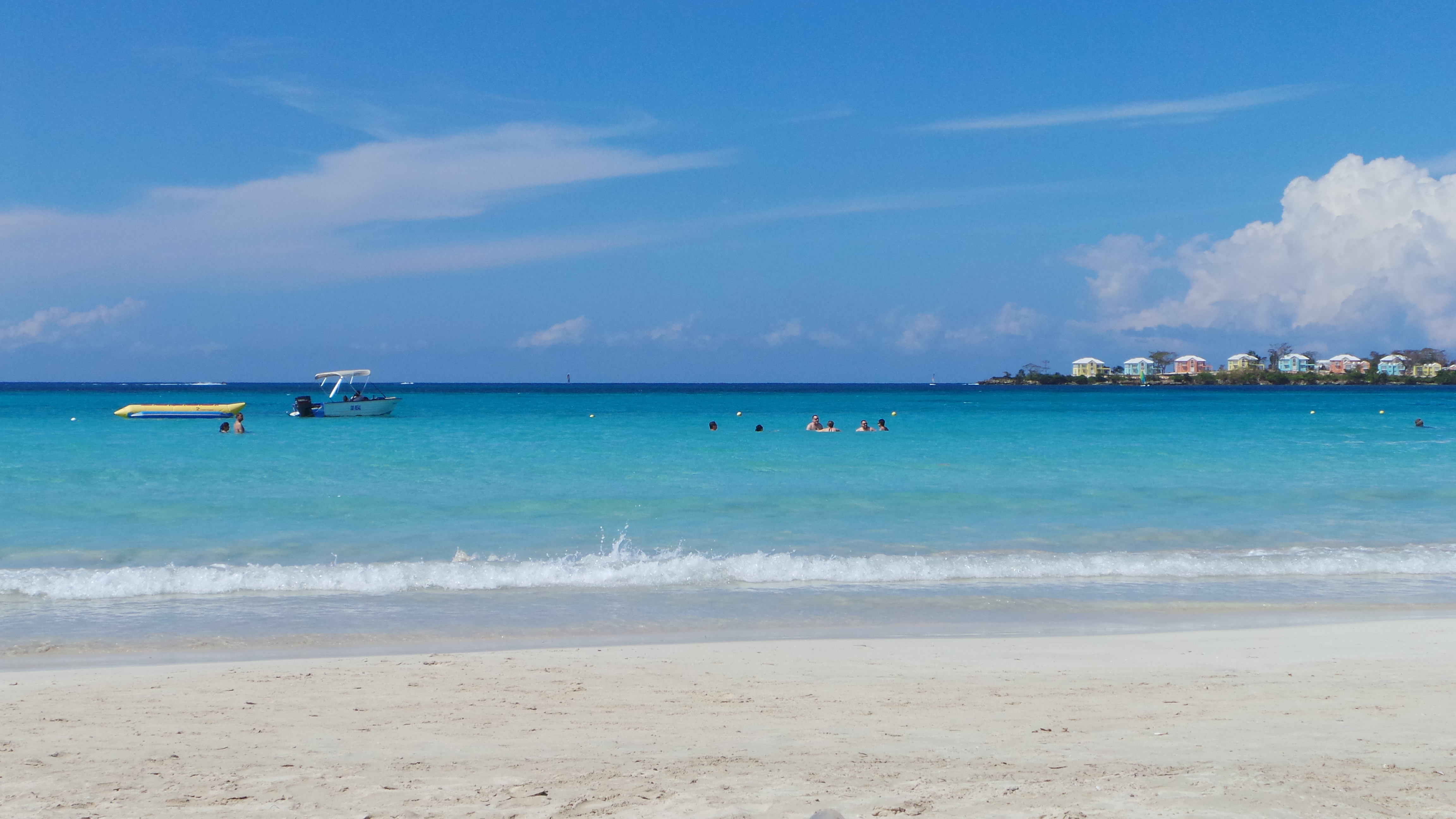
Bloody Bay, Jamaica

### Clima
El clima de Jamaica es tropical y está influido por los vientos alisios del noreste. Las diferencias de temperatura son pequeñas a lo largo del año. En Kingston, la temperatura media mensual es de 25 °C en enero y 27 °C en julio; en el altiplano central es unos tres grados inferior. Las Montañas Azules, algunas de las cuales superan los 2.000 metros de altura, no tienen nieve en todo el año. Hay dos estaciones de lluvias bien diferenciadas, en mayo y junio y de septiembre a noviembre.
Las precipitaciones anuales varían mucho de una región a otra a pesar del relativo pequeño tamaño del país. En las montañas del noreste caen más de 5.000 mm de lluvia, mientras que alrededor de Kingston, en la costa sur, alternativamente húmeda, la media ronda los 800 mm. A finales de verano y principios de otoño, las tormentas pasan a menudo por encima de la isla. Durante esta época hay peligro de huracanes. El huracán Charlie, en 1951, y el huracán Gilbert, en 1988, causaron graves daños.

### Contaminación

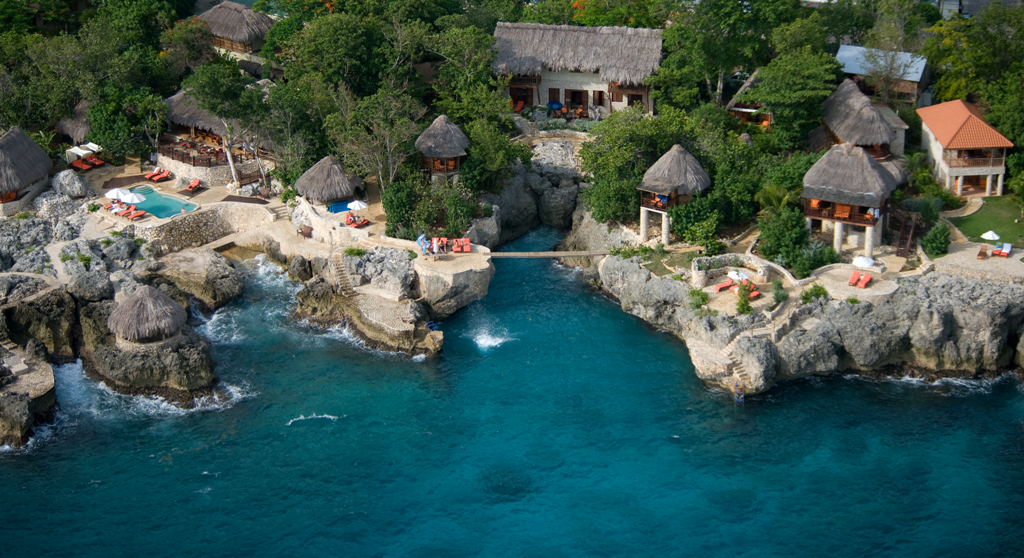
Un complejo turístico en la costa de Jamaica

La contaminación procede de la escorrentía, los sistemas de alcantarillado y la basura. Sin embargo, todo esto suele acabar en el océano después de una lluvia o una inundación. Todo lo que acaba en el agua cambia la calidad y el equilibrio del océano. La mala calidad de las aguas costeras ha afectado negativamente a la pesca, el turismo y la maricultura, además de socavar la sostenibilidad biológica de los recursos vivos de los hábitats oceánicos y costeros. Jamaica importa y exporta muchas mercancías a través de sus aguas. Algunas de las importaciones que entran en Jamaica son petróleo y productos derivados. Los vertidos de petróleo pueden alterar la vida marina con sustancias químicas que normalmente no se encuentran en el océano.
En Jamaica también se producen otras formas de contaminación. Los mecanismos de eliminación de residuos sólidos en Jamaica son actualmente inadecuados. Los residuos sólidos llegan al agua por la fuerza de la lluvia. Los residuos sólidos también son perjudiciales para la fauna, sobre todo para las aves, los peces y las tortugas que se alimentan en la superficie del agua y confunden los restos flotantes con su comida.
Por ejemplo, el plástico puede quedar atrapado alrededor del cuello de las aves y las tortugas, dificultándoles la alimentación y la respiración, ya que empiezan a crecer y el plástico les aprieta el cuello. Los trozos de plástico, metal y vidrio pueden confundirse con la comida que ingieren los peces. Cada jamaicano genera 1 kg (2 libras) de residuos al día; sólo el 70% es recogido por la Autoridad Nacional de Gestión de Residuos Sólidos (NSWMA, por sus siglas en inglés); el 30% restante se quema o se arroja a barrancos o cursos de agua.

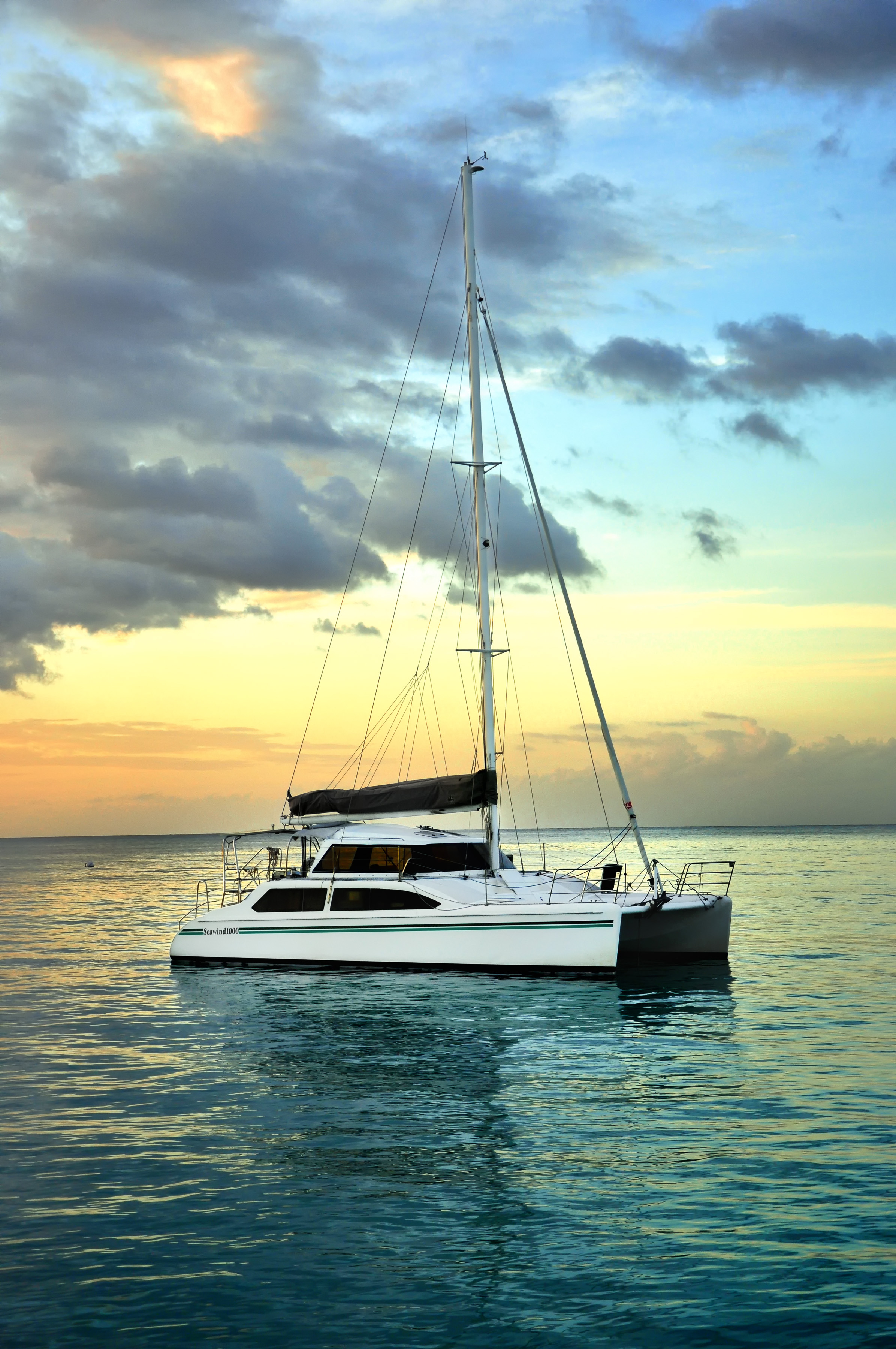
Atardecer en la isla principal de Jamaica

### Políticas medioambientales
Hay políticas que se están poniendo en marcha para ayudar a preservar el océano y la vida bajo el agua. El objetivo de la gestión integrada de las zonas costeras (GIZC) es mejorar la calidad de vida de las comunidades humanas que dependen de los recursos costeros, manteniendo al mismo tiempo la diversidad biológica y la productividad de los ecosistemas costeros. El desarrollo de un país subdesarrollado puede repercutir en el ecosistema oceánico debido a todas las construcciones que se harían para desarrollar el país. La construcción excesiva, impulsada por las poderosas fuerzas del mercado, así como la pobreza de algunos sectores de la población, y la explotación destructiva contribuyen al declive de los recursos oceánicos y costeros.
Desarrollar prácticas que contribuyan a la vida de las personas pero también a la vida del océano y su ecosistema. Algunas de estas prácticas son: Desarrollar prácticas pesqueras sostenibles, garantizar técnicas y prácticas de maricultura sostenibles, una gestión sostenible del transporte marítimo y promover prácticas turísticas sostenibles[120] En cuanto al turismo, el turismo es la principal fuente de ingresos en divisas de Jamaica y, como tal, es vital para la economía nacional. Los turistas suelen ir a los países sin ser conscientes de los problemas y de cómo repercuten en ellos. El turista no va a estar acostumbrado a vivir con un estilo diferente al de su propio país.
Prácticas como: proporcionar instalaciones de tratamiento de aguas residuales en todas las zonas turísticas, determinar la capacidad de carga del entorno antes de planificar las actividades turísticas, proporcionar tipos alternativos de actividades turísticas pueden ayudar a obtener los resultados deseados, como el desarrollo de un turismo alternativo que reduzca la presión actual sobre los recursos que sustentan las actividades turísticas tradicionales. Se realizó un estudio para ver cómo el turista podía ayudar a la financiación sostenible de la gestión de los océanos y las costas en Jamaica. En lugar de utilizar tasas turísticas las llamarían tasas medioambientales. El objetivo de este estudio es informar a las partes interesadas de la viabilidad de implantar tasas medioambientales, así como del posible impacto de estos instrumentos generadores de ingresos en los actuales índices de visitas turísticas a la isla.
El desarrollo de un sistema de tasas para los usuarios ayudaría a financiar la gestión y la protección del medio ambiente. Los resultados muestran que los turistas tienen un alto excedente de consumo asociado a unas vacaciones en Jamaica y una disposición a pagar un impuesto turístico significativamente menor que un impuesto medioambiental. Las conclusiones del estudio demuestran que la «etiqueta» del impuesto y el conocimiento que tienen los encuestados de los mecanismos institucionales de protección del medio ambiente y el turismo son importantes para su marco de decisión. Los turistas están más dispuestos a pagar por tasas medioambientales que por tasas turísticas. Un impuesto lo bastante alto como para financiar la gestión y la protección del medio ambiente, pero lo bastante bajo como para seguir atrayendo turistas a Jamaica. Se ha demostrado que si se introdujera un impuesto medioambiental de 1 dólar por persona no provocaría un descenso significativo de las tasas de visitas y generaría unos ingresos de 1,7 millones de dólares al año.

## Economía

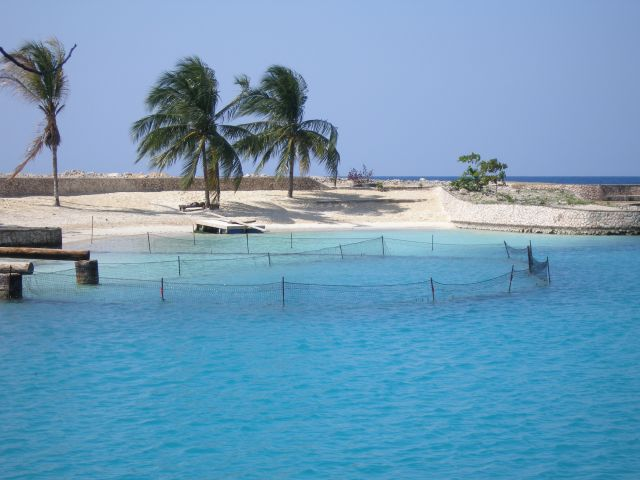
Playa James Bond en Oracabessa. El turismo es una de las actividades esenciales de la economía de la isla.

Jamaica es un importante centro turístico regional. Su economía se centra además del turismo, en la producción de azúcar y en la extracción de bauxita. A estas actividades hay que agregarle el negocio que se creó alrededor de la imagen de Bob Marley, utilizada tanto para el turismo como para la explotación de la música reggae y todo lo relacionado con esta.
La actividad agraria se dedica al cultivo de productos para la exportación, como el café, el tabaco, la banana y la caña de azúcar; y para el consumo autóctono. Además es un tradicional productor de pimienta. Entre las actividades industriales predominan la transformación de productos agrarios, la fabricación de cemento, de fertilizantes, de derivados del petróleo y la industria textil. No obstante, todas estas riquezas no revierten igualitariamente sobre la población, ya que Jamaica está históricamente dominada por unas pocas familias adineradas.
Asimismo, la comercialización de productos relacionados con la marihuana en los que aparece la bandera de Jamaica genera una amplia fuente de ingresos en este país. En la actualidad está permitido el autocultivo de esta planta.
Según el Índice mundial de innovación, a cargo de la Organización Mundial de la Propiedad Intelectual, en 2024, Jamaica se ubicó en lugar 79 en innovación entre 133 países del mundo; mientras que en 2023 ocupó el lugar 78 y el lugar 76 en 2022.

### Energía
Jamaica depende de las importaciones de petróleo para satisfacer sus necesidades energéticas nacionales. Se han explorado numerosos yacimientos en busca de petróleo, pero no se han encontrado cantidades comercialmente viables. Las fuentes más convenientes de petróleo y carburantes importados (gasóleo, gasolina y combustible de aviación) proceden de México y Venezuela.

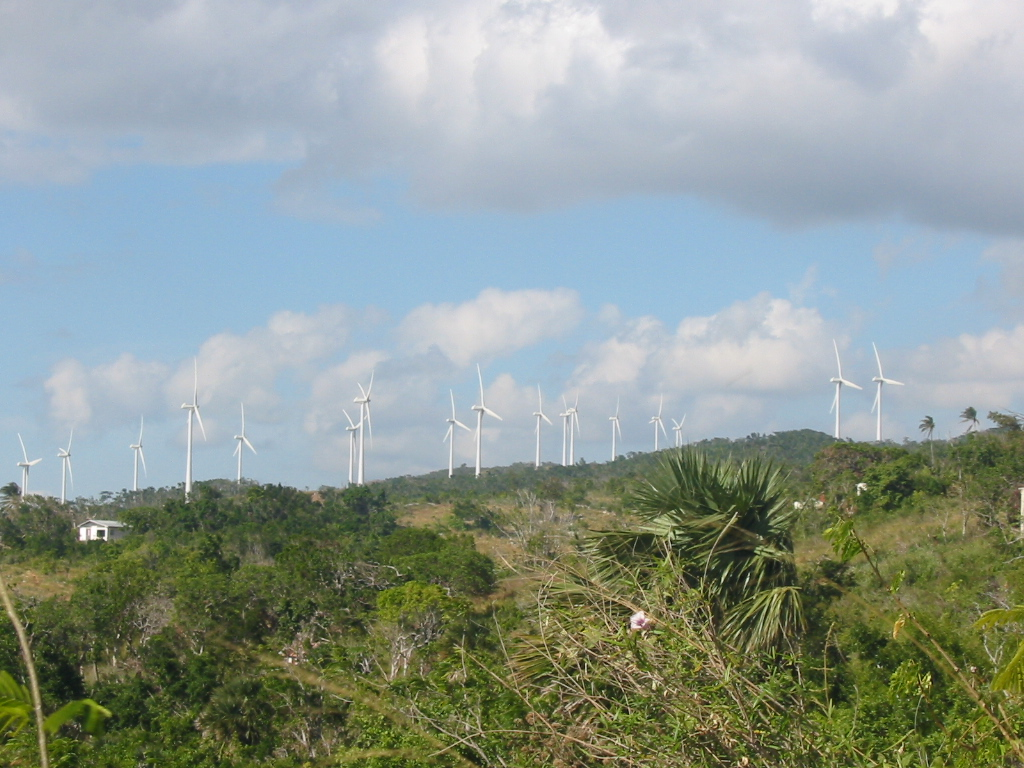
Un parque eólico en Wington Jamaica

La energía eléctrica de Jamaica se produce mediante generadores diésel (bunker oil) situados en Old Harbour. Esta instalación se ha equipado además con capacidad y almacenamiento de gas natural licuado. Otras centrales eléctricas más pequeñas (la mayoría propiedad de la Compañía de Servicios Públicos de Jamaica, el proveedor de electricidad de la isla) apoyan la red eléctrica de la isla, incluyendo la Central Eléctrica de Hunts Bay, la Central Eléctrica de Bogue Saint James, la Central Eléctrica de Rockfort Saint Andrew y pequeñas centrales hidroeléctricas en el Río Blanco, Río Bueno, Río Morant, Río Negro (Maggotty) y Río Rugiente. Un parque eólico, propiedad de la Corporación Petrolera de Jamaica, se estableció en Wigton, Mánchester.
Jamaica ha operado con éxito un reactor nuclear SLOWPOKE-2 de 20 kW de capacidad desde principios de los años 80, pero no hay planes para ampliar la energía nuclear en la actualidad.
Jamaica importa aproximadamente 80.000 barriles (13.000 m3) de productos energéticos derivados del petróleo al día, incluyendo asfalto y productos lubricantes. Sólo el 20% de los combustibles importados se destinan al transporte por carretera; el resto se utiliza en la industria de la bauxita, la generación de electricidad y la aviación. La refinería Petrojam de Kingston transforma 30.000 barriles diarios de crudo importado en diversos carburantes y asfalto.
Jamaica produce enormes cantidades de alcohol potable (al menos un 5% de contenido en agua), la mayor parte del cual parece consumirse como bebida, y ninguno se utiliza como combustible para motores. Existen instalaciones para refinar la materia prima de etanol hidratado en etanol anhidro (0% de contenido de agua), pero en 2007, el proceso parecía no ser rentable y la planta de producción estaba inactiva. Desde entonces, la instalación ha sido adquirida por West Indies Petroleum Ltd. y reutilizada para destilados de petróleo.

### Telecomunicaciones
Jamaica cuenta con un sistema de comunicación telefónica totalmente digital, con una penetración de la telefonía móvil superior al 95%.
Los dos operadores de telefonía móvil del país, FLOW Jamaica (antes LIME, bMobile y Cable and Wireless Jamaica) y Digicel Jamaica, han invertido millones en la mejora y expansión de sus redes. Digicel, el operador más reciente, obtuvo una licencia en 2001 para prestar servicios de telefonía móvil en el recién liberalizado mercado de las telecomunicaciones, que antes era dominio exclusivo del monopolio de FLOW (entonces Cable and Wireless Jamaica).
Digicel optó por el sistema inalámbrico GSM, más extendido, mientras que un operador anterior, Oceanic (que se convirtió en Claro Jamaica y más tarde se fusionó con Digicel Jamaica en 2011) optó por el estándar CDMA. FLOW (antes «LIME» - antes de la fusión con Columbus Communications), que había empezado con el estándar TDMA y posteriormente se pasó a GSM en 2002, retiró TDMA en 2006 y sólo utilizó ese estándar hasta 2009, cuando LIME lanzó su red 3G. Ambos operadores ofrecen actualmente cobertura en toda la isla con tecnología HSPA+ (3G). Actualmente, sólo Digicel ofrece LTE a sus clientes, mientras que FLOW Jamaica se ha comprometido a lanzar en breve LTE en las ciudades de Kingston y Montego Bay, lugares en los que actualmente sólo se encuentra la red LTE de Digicel.
Un nuevo participante en el mercado jamaicano de las comunicaciones, Flow Jamaica, tendió un nuevo cable submarino que conecta Jamaica con Estados Unidos. Este nuevo cable aumenta a cuatro el número total de cables submarinos que conectan Jamaica con el resto del mundo. Cable and Wireless Communications (empresa matriz de LIME) adquirió la empresa a finales de 2014 y sustituyó su marca LIME por FLOW. FLOW Jamaica tiene actualmente el mayor número de abonados de banda ancha y cable de la isla y también cuenta con 1 millón de abonados móviles, en segundo lugar por detrás de Digicel (que tenía, en su punto álgido, más de 2 millones de abonados móviles en su red).
Digicel entró en el mercado de la banda ancha en 2010 ofreciendo banda ancha WiMAX, con una capacidad de hasta 6 Mbit/s por abonado. Para aumentar su cuota de banda ancha tras la fusión LIME/FLOW en 2014, la empresa introdujo un nuevo servicio de banda ancha llamado Digicel Play, que es la segunda oferta FTTH de Jamaica (después del despliegue de LIME en comunidades seleccionadas en 2011). Actualmente solo está disponible en las parroquias de Kingston, Portmore y San Andrés. Ofrece velocidades de hasta 200 Mbit/s de bajada y 100 Mbit/s de subida a través de una red de fibra óptica pura. El competidor de Digicel, FLOW Jamaica, tiene una red compuesta de ADSL, coaxial y fibra hasta el hogar (heredada de LIME) y sólo ofrece velocidades de hasta 100 Mbit/s. FLOW se ha comprometido a ampliar su oferta de Fibra a más zonas para combatir la entrada de Digicel en el mercado.

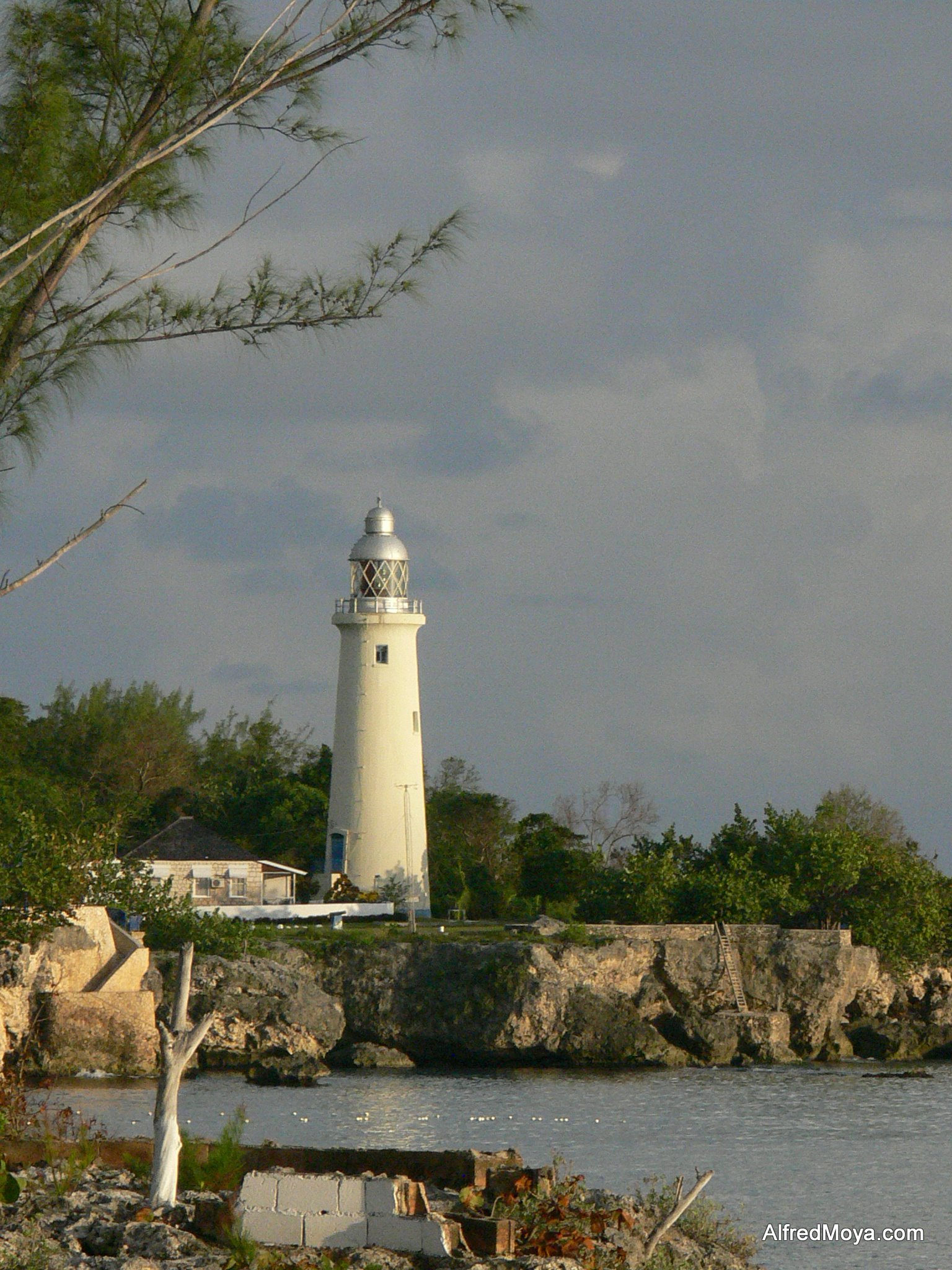
El Faro de Negril en Jamaica

Se anunció que la Oficina de Regulación de Servicios Públicos (OUR), el Ministerio de Ciencia, Tecnología, Energía y Minería (MSTEM) y la Autoridad de Gestión del Espectro (SMA) habían dado su aprobación para otra licencia de operador móvil en enero de 2016. La identidad de este operador se conoció el 20 de mayo de 2016, cuando el Gobierno jamaicano nombró al nuevo operador Symbiote Investments Limited, que operará bajo el nombre de Caricel. La empresa se centrará en ofertas de datos 4G LTE y empezará a funcionar en el área metropolitana de Kingston, para expandirse posteriormente al resto de Jamaica.

## Transporte
La infraestructura de transportes de Jamaica se compone de carreteras, ferrocarriles y transporte aéreo, siendo las carreteras la columna vertebral del sistema de transporte interno de la isla.

### Carreteras
La red de carreteras de Jamaica consta de casi 21.000 kilómetros de carreteras, de los cuales más de 15.000 kilómetros están asfaltados. Desde finales de los años 90, el Gobierno de Jamaica, en cooperación con inversores privados, ha emprendido una campaña de proyectos de mejora de las infraestructuras, uno de los cuales incluye la creación de un sistema de autopistas, las primeras carreteras de acceso controlado de este tipo en la isla, que conectan los principales núcleos de población de la isla. Hasta la fecha, se han completado 33 kilómetros de autopista.

### Ferrocarriles
En Jamaica, el ferrocarril ya no ocupa un lugar tan destacado como antaño, pues ha sido sustituido en gran medida por la carretera como principal medio de transporte. De los 272 kilómetros (169 mi) de ferrocarril que se encuentran en Jamaica, sólo 57 kilómetros (35 mi) permanecen en funcionamiento, actualmente utilizados para el transporte de bauxita. El 13 de abril de 2011, se reanudó un servicio limitado de pasajeros entre May Pen, Spanish Town y Linstead.

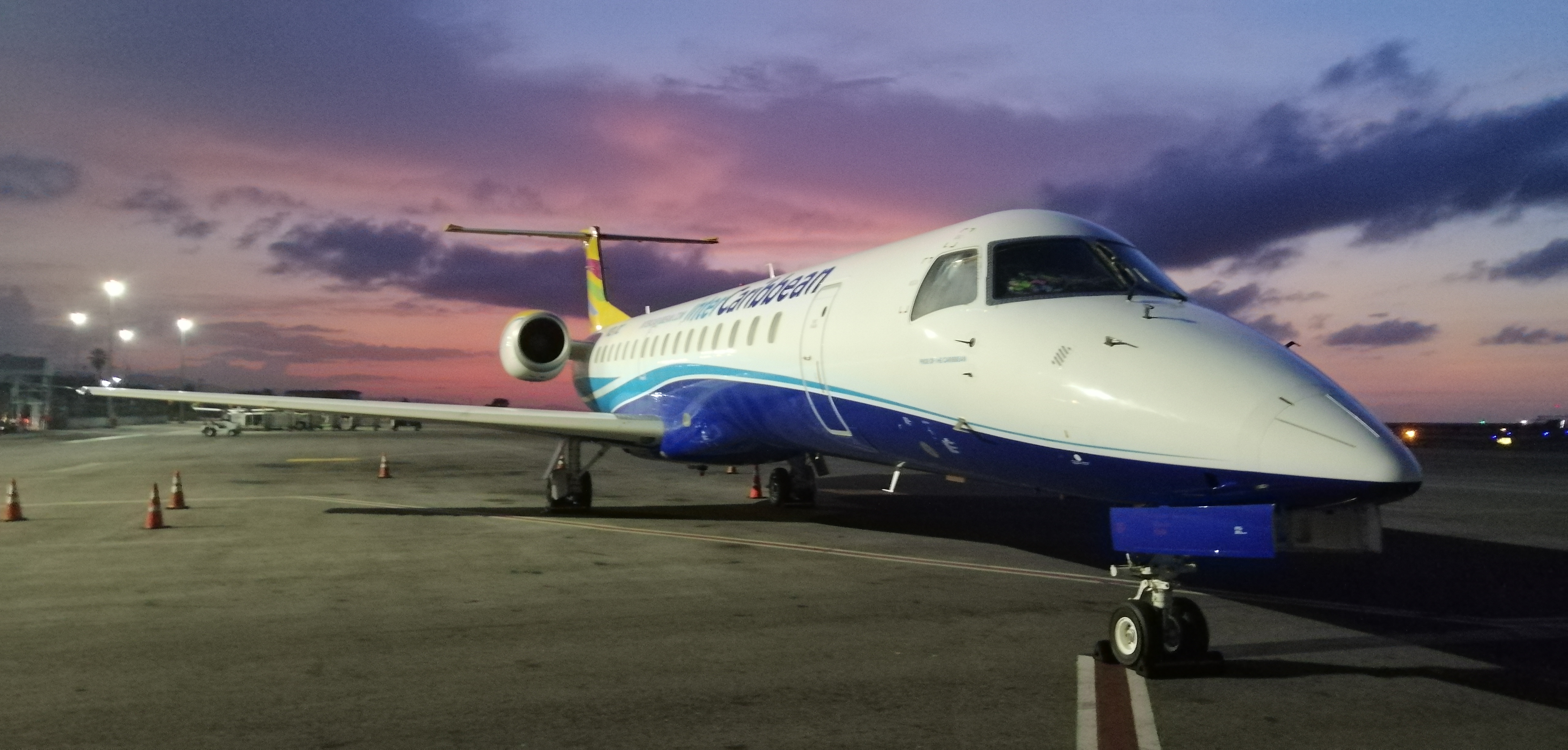
Un Embraer 145 en el Aeropuerto Internacional de Sangster

### Transporte aéreo
En Jamaica hay tres aeropuertos internacionales con terminales modernas, largas pistas de aterrizaje y el equipo de navegación necesario para acomodar los grandes reactores utilizados en los viajes modernos y aéreos: El Aeropuerto Internacional Norman Manley, en Kingston; el Aeropuerto Internacional Ian Fleming, en Boscobel, parroquia de Saint Mary; y el aeropuerto más grande y concurrido de la isla, el Aeropuerto Internacional Sir Donald Sangster, en la ciudad turística de Montego Bay.
Los aeropuertos internacionales de Manley y Sangster albergan la aerolínea nacional del país, Air Jamaica. Además, hay aeropuertos de cercanías en Tinson Pen (Kingston), Port Antonio y Negril, que sólo ofrecen vuelos internos. Muchos otros pequeños centros rurales disponen de pistas de aterrizaje privadas en plantaciones de azúcar o minas de bauxita.

### Puertos, navegación y faros

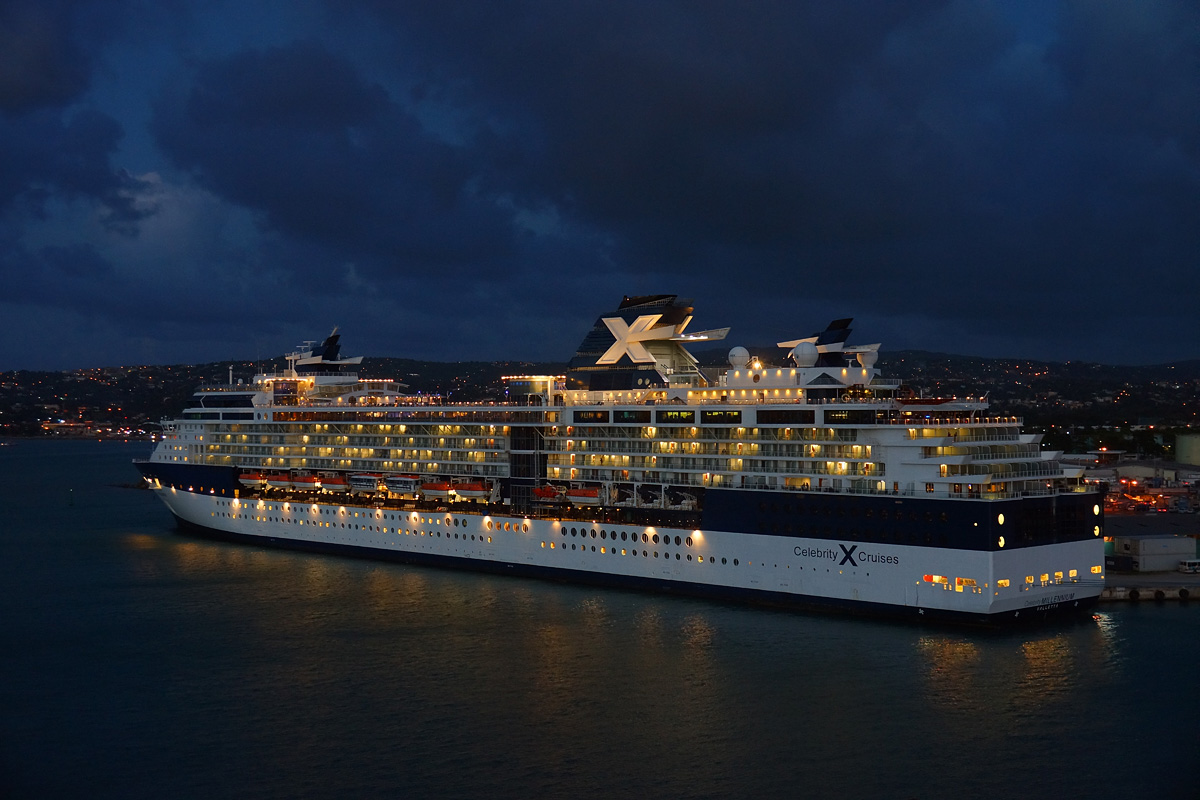
Un crucero en Montego Bay

Debido a su ubicación en el Mar Caribe, en la ruta marítima hacia el Canal de Panamá y a su relativa proximidad a los grandes mercados de Norteamérica y a los mercados emergentes de Latinoamérica, Jamaica recibe un gran tráfico de contenedores marítimos. La terminal de contenedores del puerto de Kingston ha experimentado una gran expansión de su capacidad en los últimos años para hacer frente al crecimiento tanto ya realizado como el que se prevé en los próximos años Montego Freeport, en Montego Bay, también maneja una variedad de carga como (aunque más limitada que) el puerto de Kingston, principalmente productos agrícolas.
Hay varios otros puertos situados alrededor de la isla, incluyendo Port Esquivel en St. Catherine (WINDALCO), Rocky Point en Clarendon, Port Kaiser en St. Elizabeth, Port Rhoades en Discovery Bay, Reynolds Pier en Ocho Ríos, y Boundbrook Port en Port Antonio.
Para ayudar a la navegación marítima, Jamaica cuenta con nueve faros, cuyo mantenimiento corre a cargo de la Autoridad Portuaria de Jamaica, organismo dependiente del Ministerio de Transportes y Obras.

## Demografía
Al año 2016, Jamaica tiene una población estimada de 2.970.340 habitantes. Un tercio de la población del país reside en la capital, Kingston. El 92 % de la población es negra y mulata, el restante 8 % está compuesto por blancos y asiáticos. El primer idioma oficial es el inglés, aunque la lengua más hablada e idioma nacional es el patois jamaicano que es un idioma criollo de base inglesa. La esperanza de vida es de 73,1 años. El promedio de hijos por mujer es de 1,99. La tasa de crecimiento poblacional es del 0,68 % por año. El 89 % de la población está alfabetizada.
Existen importantes comunidades jamaicanas en el exterior, radicadas sobre todo en Estados Unidos, Canadá y el Reino Unido. En algunas ciudades, caso de Londres, los emigrantes jamaicanos se han instalado en barrios específicos en los cuales logran conservar las tradiciones del país.

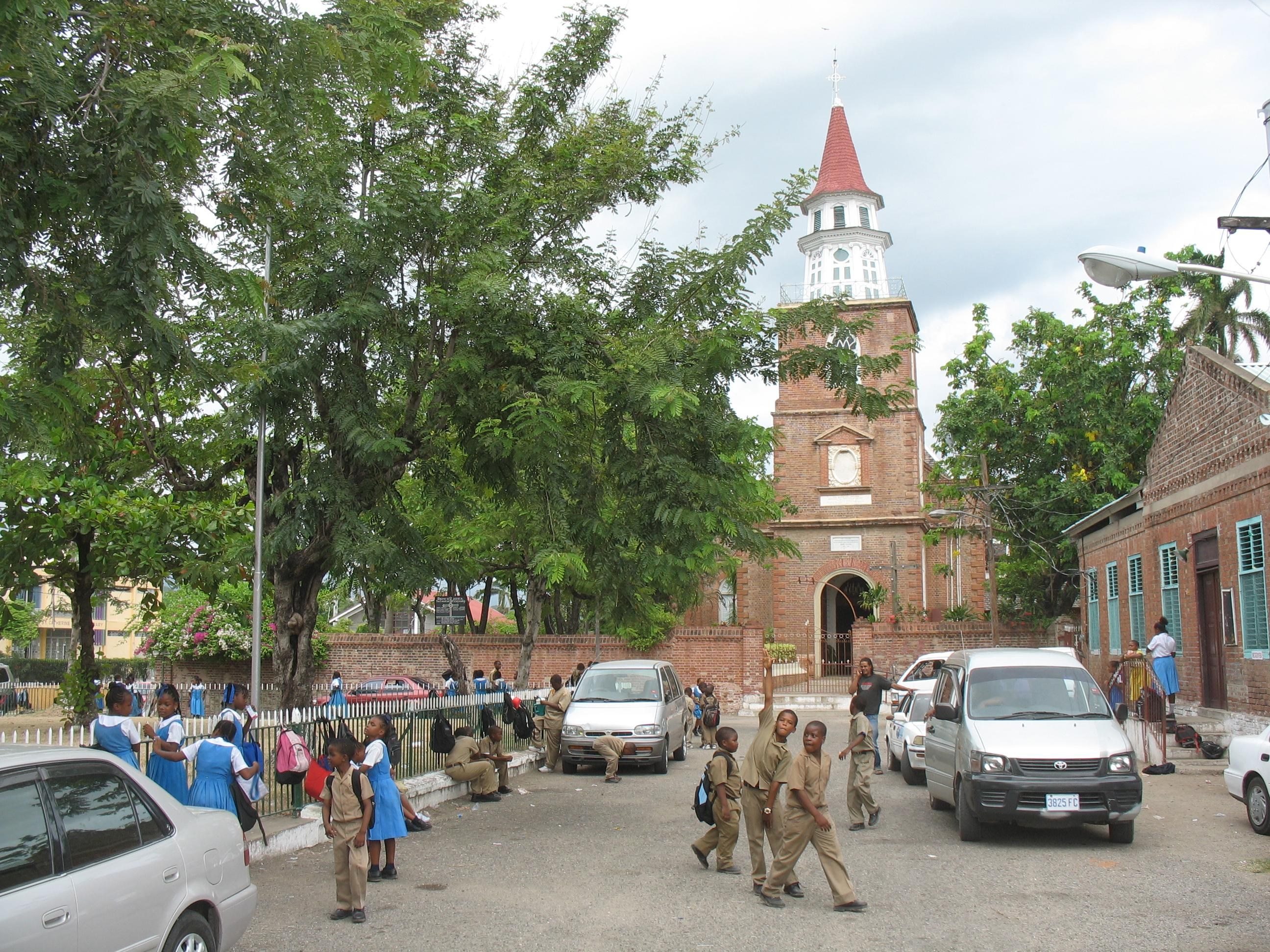
La Catedral anglicana de St Jago de la Vega, en Spanish Town, Jamaica

### Religión
El cristianismo, la religión más practicada en Jamaica, llegó a la isla con la colonización española católica y luego se reforzó con la colonización británica protestante. Los distintos grupos protestantes conforman aproximadamente el 70%, otros grupos cristianos incluyen a los católicos, con menos del 2% de la población. De acuerdo con el censo de 2001, las ramas cristianas protestantes principales de Jamaica son la Iglesia de Dios (24%), la Iglesia Adventista del Séptimo Día (11%), el pentecostalismo (10%), los bautistas (7%), el anglicanismo (4%), las iglesias unidas (2%), el metodismo (2%), la Hermandad de Moravia (1%) y los Hermanos de Plymouth (1%). La fe cristiana ganó aceptación, ya que los cristianos británicos abolicionistas y los misioneros bautistas educaban a personas anteriormente esclavas. Esto se vio como una lucha contra la esclavitud.
El movimiento rastafari cuenta con 29.026 fieles, según el censo de 2011, de los cuales 25.325 son hombres y 3.701 mujeres rastafaris. La fe se originó en Jamaica en la década de 1930 y, aunque tiene sus raíces en el cristianismo, su enfoque es fuertemente afrocéntrico y esta alejado de las enseñanzas cristianas básicas, venerando a figuras como el nacionalista negro jamaicano Marcus Garvey y Haile Selassie, el ex emperador de Etiopía. Desde entonces, el rastafari se ha extendido (aunque de forma minoritaria) por todo el mundo, especialmente a zonas con grandes diásporas negras o africanas.

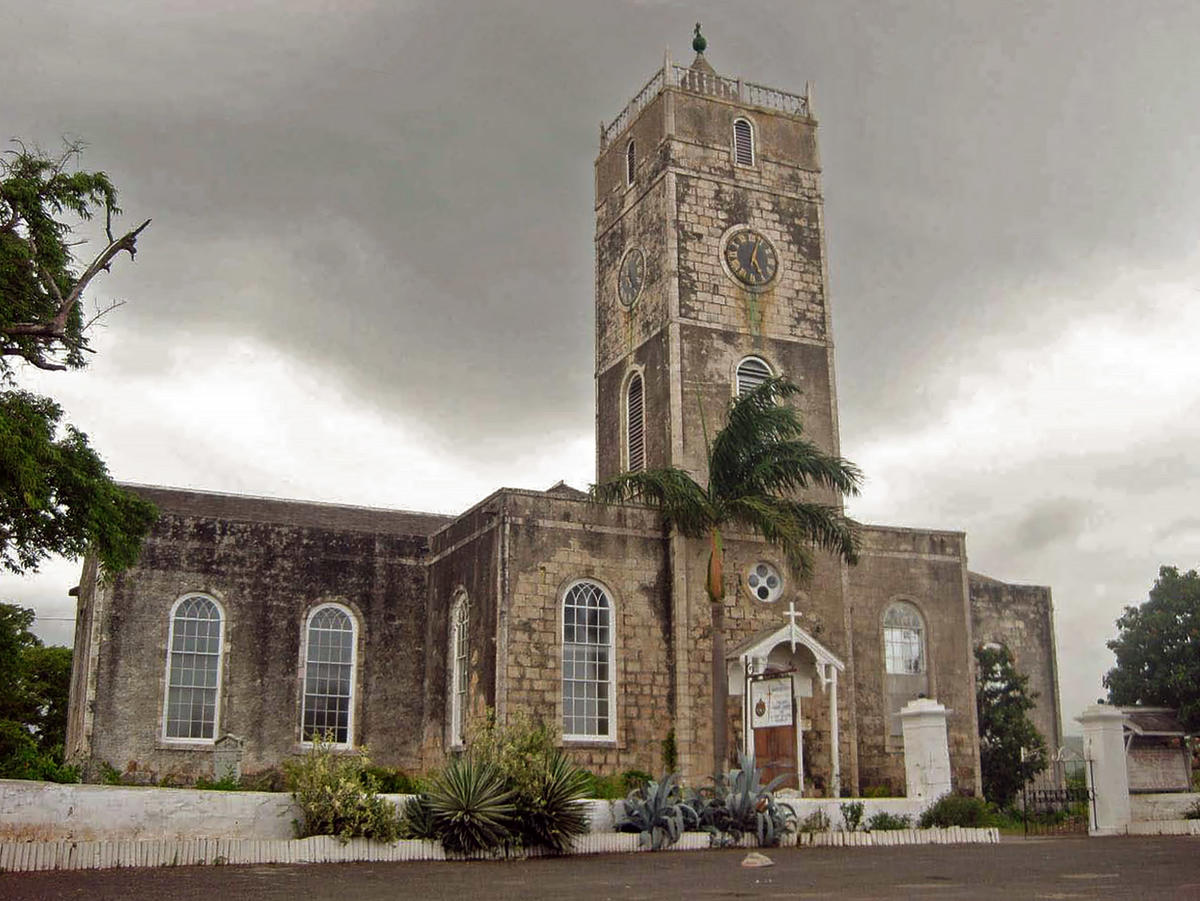
La iglesia de San Pedro en Falmouth, Jamaica

En la isla se practican varias creencias y prácticas religiosas tradicionales derivadas de África, en particular Kumina, Convince, Myal y Obeah.
Otras religiones presentes en Jamaica son los Testigos de Jehová (2% de la población), la fe Bahá'í, que cuenta con unos 8.000 fieles y 21 Asambleas Espirituales Locales, el mormonismo, el budismo y el hinduismo. La comunidad indojamaicana celebra anualmente el festival hindú Diwali.
También hay una pequeña población de unos 200 judíos, que se describen a sí mismos como liberal-conservadores. Los primeros judíos de Jamaica remontan sus raíces a principios del siglo XV en España y Portugal debido a que esas naciones expulsaron a las personas que se negaron a convertirse al cristianismo por lo cual la mayoría de los judíos que vivían en esos Reinos se dispersaron por otros países y colonias de potencias europeas como Jamaica (en ese entonces colonia de Inglaterra). Kahal Kadosh Shaare Shalom, también conocida como la Congregación Unida de Israelitas, es una sinagoga histórica situada en la ciudad de Kingston. Construida originalmente en 1912, es el único lugar de culto judío oficial que queda en la isla. La población judía, antaño abundante, se ha convertido voluntariamente al cristianismo con el paso del tiempo o ha emigrado. Shaare Shalom es una de las pocas sinagogas del mundo que tiene el suelo cubierto de arena y es un popular destino turístico.

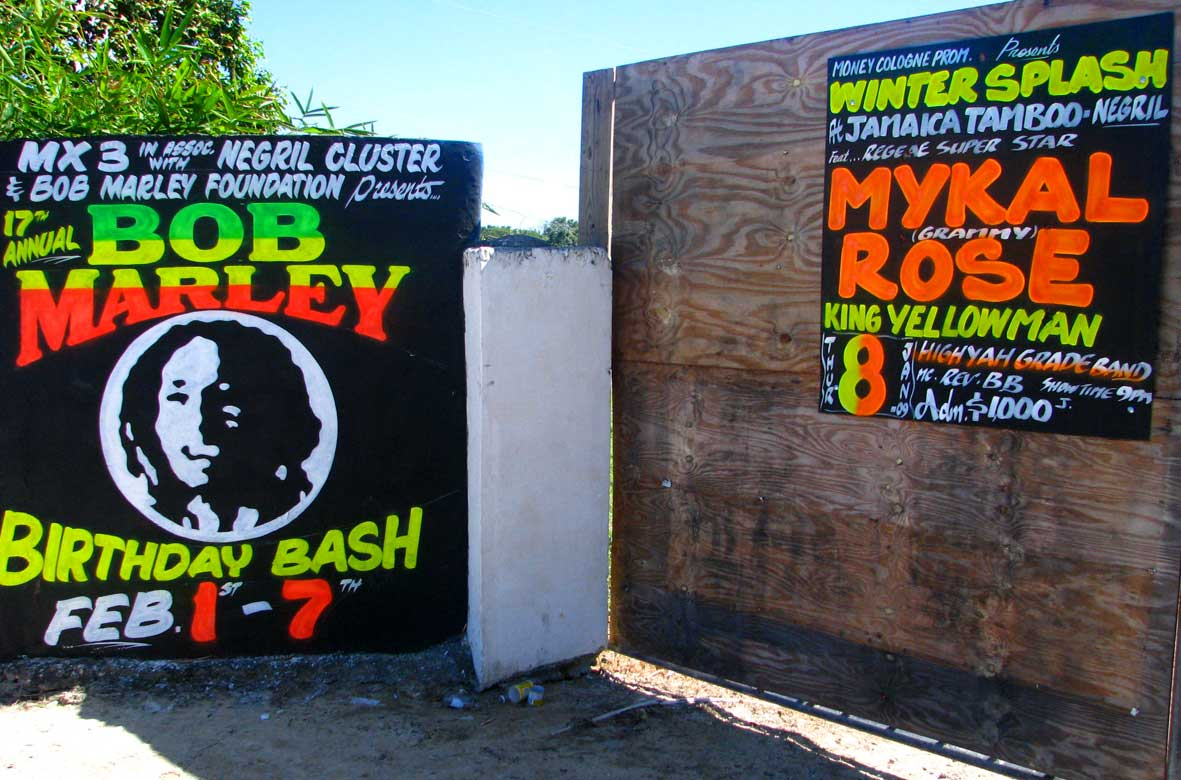
Carteles escritos en inglés en Jamaica

Las fiestas musulmanas de Ashura (conocida localmente como Hussay o Hosay) y Eid se celebran en toda la isla desde hace cientos de años. En el pasado, todas las plantaciones de cada parroquia celebraban Hosay. Hoy se ha dado en llamar carnaval indio y quizá sea más conocido en Clarendon, donde se celebra cada agosto. Asisten personas de todas las religiones, mostrando un respeto mutuo.

### Idiomas
Jamaica se considera un país bilingüe, con dos lenguas principales en uso por la población. La lengua oficial es el inglés, que «se utiliza en todos los ámbitos de la vida pública», incluidos el gobierno, el sistema jurídico, los medios de comunicación y la educación y que es un legado de la larga colonización británica del país. Sin embargo, la principal lengua hablada es un criollo basado en el inglés llamado patois jamaiquino (o patwa).
Los dos dialectos existen en un modo en el que los hablantes utilizan un registro diferente según el contexto y el interlocutor. El patois «puro», aunque a veces se considera simplemente un dialecto particularmente aberrante del inglés, es esencialmente ininteligible con el inglés estándar y es mejor considerarlo una lengua separada.

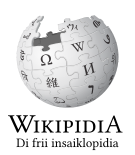
Logo de la Wikipedia en patois jamaiquino.

Una encuesta realizada en 2007 por la Unidad Lingüística de Jamaica reveló que el 17,1% de la población era monolingüe en inglés estándar jamaicano (JSE), el 36,5% era monolingüe en patois y el 46,4% era bilingüe, aunque encuestas anteriores apuntaban a un mayor grado de bilingüismo (hasta el 90%). El sistema educativo jamaiquino ha empezado recientemente a ofrecer enseñanza formal en patois, manteniendo el JSE como «lengua oficial de enseñanza».
Además, algunos jamaiquinos utilizan una o varias de las lenguas de signos jamaicanas (JSL), la lengua de signos estadounidense (ASL) o la lengua de signos autóctona de Jamaica (Konchri Sain), en declive. Tanto la JSL como la ASL están sustituyendo rápidamente al Konchri Sain por diversas razones.
Existen importantes comunidades de hablantes de patois de Jamaica entre los expatriados jamaicanos en el sur de Florida, Nueva York, Toronto, Hartford, Washington D. C., Nicaragua, Costa Rica, las Islas Caimán y Panamá, así como en Londres, Birmingham, Mánchester y Nottingham. En las Islas Caimán, en particular, hay una comunidad muy numerosa de hablantes de patois jamaicano, con un 16,4% de la población que habla esta lengua. En las Islas de San Andrés y Providencia (Colombia) existe una variedad mutuamente inteligible, traída a la isla por descendientes de cimarrones jamaicanos (esclavos fugados) en el siglo XVIII. Las formas mesolectales son similares al kriol beliceño, muy basilectal.

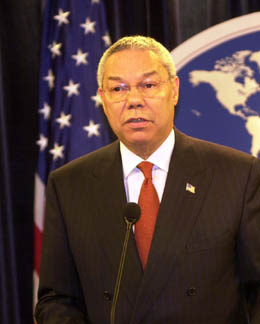
Colin Powell fue un militar y político estadounidense de ascendencia jamaiquina.

### Emigración
Muchos jamaicanos han emigrado a otros países, especialmente al Reino Unido, Estados Unidos y Canadá. En el caso de Estados Unidos, se concede la residencia permanente a unos 20.000 jamaicanos al año. También ha habido emigración de jamaicanos a otros países o territorios caribeños como Cuba, Puerto Rico, las Bahamas y países suramericanos como Guyana. En 2004 se estimó que hasta 2,5 millones de jamaicanos y descendientes de jamaicanos viven en el extranjero.
Se calcula que hay unos 800.000 jamaicanos en el Reino Unido, lo que los convierte, con diferencia, en el grupo afrocaribeño más numeroso del país. La emigración a gran escala de Jamaica al Reino Unido se produjo principalmente en las décadas de 1950 y 1960, cuando el país aún estaba bajo dominio británico. Existen comunidades jamaicanas en la mayoría de las grandes ciudades del Reino Unido, destacándose Londres. Las concentraciones de jamaicanos expatriados son bastante considerables en numerosas ciudades de Estados Unidos, como Nueva York, Buffalo, el área metropolitana de Miami, Atlanta, Chicago, Orlando, Tampa, Washington, D.C., Filadelfia, Hartford, Providence y Los Ángeles. En Canadá, la población jamaicana se concentra en Toronto, con comunidades más pequeñas en ciudades como Hamilton, Montreal, Winnipeg, Vancouver y Ottawa. Los jamaicanos canadienses representan alrededor del 30% de toda la población negra canadiense.
Un grupo notable, aunque mucho más pequeño, de emigrantes son los jamaicanos en Etiopía. En su mayoría son rastafaris, en cuya cosmovisión teológica África es la tierra prometida, o «Sión», o más concretamente Etiopía, debido a la «reverencia» que se profesa al antiguo emperador etíope Haile Selassie. La mayoría vive en la pequeña ciudad de Shashamane, a unos 240 km al sur de la capital, Addis Abeba.

### Etnias
Las diversas raíces étnicas de Jamaica se reflejan en el lema nacional «De muchos, un pueblo». La mayor parte de la población de 2.812.000 habitantes (según datos de julio de 2018) es de ascendencia africana o parcialmente africana, y muchos pueden rastrear sus orígenes hasta los países de África occidental de Ghana y Nigeria. Otras áreas ancestrales importantes son Europa, sur de Asia y Asia oriental. No es habitual que los jamaicanos se identifiquen por su raza, como ocurre en otros países como Estados Unidos, ya que la mayoría de los jamaicanos consideran la nacionalidad jamaicana como una identidad en sí misma y se identifican simplemente como «jamaicanos», independientemente de su origen étnico. Un estudio reveló que la mezcla media en la isla era de un 78,3% de africanos subsaharianos, un 16,0% de europeos y un 5,7% de asiáticos orientales. Otro estudio realizado en 2020 mostró que los jamaicanos de ascendencia africana representaban el 76,3% de la población, seguidos de un 15,1% de afroeuropeos, un 3,4% de indios orientales y afroorientales, un 3,2% de caucásicos, un 1,2% de chinos y un 0,8% de otros.

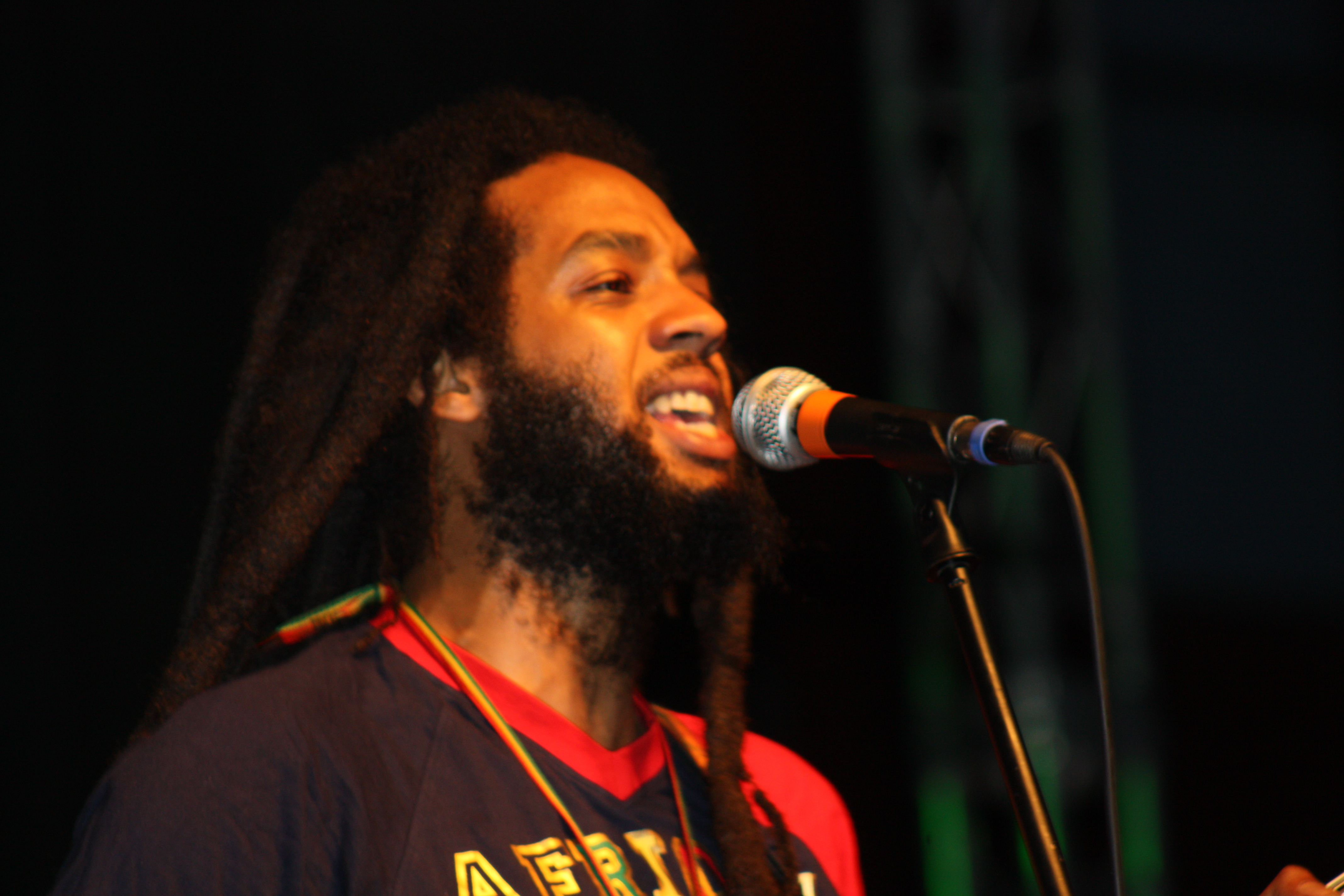
Un 76% de la población de Jamaica es de ascendencia africana

Los cimarrones jamaicanos de Accompong y otros asentamientos son descendientes de esclavos africanos que huyeron de las plantaciones hacia el interior, donde establecieron sus propias comunidades autónomas. Muchos cimarrones siguen teniendo sus propias tradiciones y hablan su propia lengua, conocida localmente como kromanti.
Los asiáticos constituyen el segundo grupo más numeroso e incluyen a los indojamaicanos y a los jamaicanos chinos. La mayoría desciende de trabajadores contratados por el gobierno colonial británico para cubrir la escasez de mano de obra tras la abolición de la esclavitud en 1838.
Entre los jamaicanos indios destacados se encuentran el jockey Shaun Bridgmohan, que fue el primer jamaicano en el Derby de Kentucky, el periodista de NBC Nightly News Lester Holt, y la ganadora de Miss Jamaica Mundo y Miss Universo Yendi Phillips. La parroquia suroccidental de Westmoreland es famosa por su gran población de indojamaicanos. Junto con sus homólogos indios, los jamaicanos chinos también han desempeñado un papel integral en la comunidad y la historia de Jamaica. Entre sus descendientes destacan el multimillonario inversor canadiense Michael Lee-Chin, las supermodelos Naomi Campbell y Tyson Beckford, y el fundador de VP Records, Vincent «Randy» Chin.
Hay unos 20.000 jamaicanos con ascendencia libanesa y siria. La mayoría eran inmigrantes cristianos que huyeron de la ocupación otomana de Líbano a principios del siglo XIX. Con el tiempo, sus descendientes se convirtieron en políticos y empresarios de gran éxito. Entre los jamaicanos destacados de este grupo se encuentran el ex primer ministro de Jamaica Edward Seaga, la política jamaicana y ex Miss Mundo Lisa Hanna, los políticos jamaicanos Edward Zacca y Shahine Robinson, y el hotelero Abraham Elias Issa.
En 1835, Charles Ellis, primer barón de Seaford, cedió 500 acres de su finca de 10 000 acres en Westmoreland para el asentamiento alemán de Seaford Town. En la actualidad, la mayoría de los descendientes del pueblo son de ascendencia alemana total o parcial.
La primera oleada de inmigrantes ingleses llegó a la isla en 1655 tras conquistar el territorio a los españoles, e históricamente han sido el grupo dominante. Entre sus descendientes destacan el exgobernador de Nueva York, David Paterson, el propietario de Sandals Hotels, Gordon Butch Stewart, la Consejera Presidencial de Estados Unidos y «madre» de la Beca Pell, Lois Rice, y la ex Consejera de Seguridad Nacional y Embajadora ante las Naciones Unidas, Susan Rice. Los primeros inmigrantes irlandeses llegaron a Jamaica en el siglo XVII como prisioneros de guerra y, más tarde, en régimen de servidumbre.
Entre sus descendientes figuran dos de los héroes nacionales de Jamaica: los primeros ministros Michael Manley y Alexander Bustamante. Junto con los ingleses y los irlandeses, los escoceses son otro grupo que ha tenido un impacto significativo en la isla. Según el periódico Scotland Herald, en Jamaica hay más personas que utilizan los apellidos Campbell que la población de la propia Escocia, y también tiene el mayor porcentaje de apellidos escoceses fuera de Escocia. Los apellidos escoceses representan alrededor del 60% de los apellidos de las guías telefónicas jamaicanas[cita requerida] Los primeros habitantes jamaicanos procedentes de Escocia eran «rebeldes» exiliados. Más tarde, les seguirían hombres de negocios ambiciosos que pasaban el tiempo entre sus grandes fincas en Escocia y la isla. Como resultado, muchas de las plantaciones esclavistas de la isla eran propiedad de escoceses, por lo que un gran número de jamaicanos mestizos pueden reclamar ascendencia escocesa. En la actualidad, entre los jamaicanos de origen escocés destacan el empresario John Pringle, el ex secretario de Estado Colin Powell y la actriz Kerry Washington.
También hay una importante población jamaicana de origen portugués, predominantemente judía sefardí. Los primeros judíos llegaron como exploradores procedentes de España en el siglo XV, tras ser obligados a convertirse al cristianismo o enfrentarse a la muerte. Un pequeño número de ellos se convirtieron en propietarios de esclavos e incluso en famosos piratas. Con el tiempo, el judaísmo llegó a ser muy influyente en Jamaica y hoy puede apreciarse en los numerosos cementerios judíos que hay por todo el país. Durante el Holocausto, Jamaica se convirtió en refugio para los judíos que huían de la persecución en Europa. Entre los descendientes de judíos famosos figuran el artista de dancehall Sean Paul, el ex productor discográfico y fundador de Island Records Chris Blackwell y Jacob De Cordova, fundador del periódico Daily Gleaner.
En los últimos años ha aumentado la inmigración, procedente principalmente de China, Haití, Cuba, Colombia y América Latina; 20.000 latinoamericanos residen en Jamaica. En 2016, el primer ministro Andrew Holness sugirió hacer del español la segunda lengua oficial de Jamaica. Unos 7.000 estadounidenses también residen en Jamaica. Entre los estadounidenses notables con conexiones con la isla se encuentran el icono de la moda Ralph Lauren, la filántropa Daisy Soros, la familia Schwarzman de Blackstone, la familia del difunto vicegobernador de Delaware John W. Rollins, la diseñadora de moda Vanessa Noel, el inversor Guy Stuart, Edward y Patricia Falkenberg, y el consejero delegado de iHeart Media Bob Pittman, todos los cuales celebran eventos benéficos anuales para apoyar a la isla.

### Educación

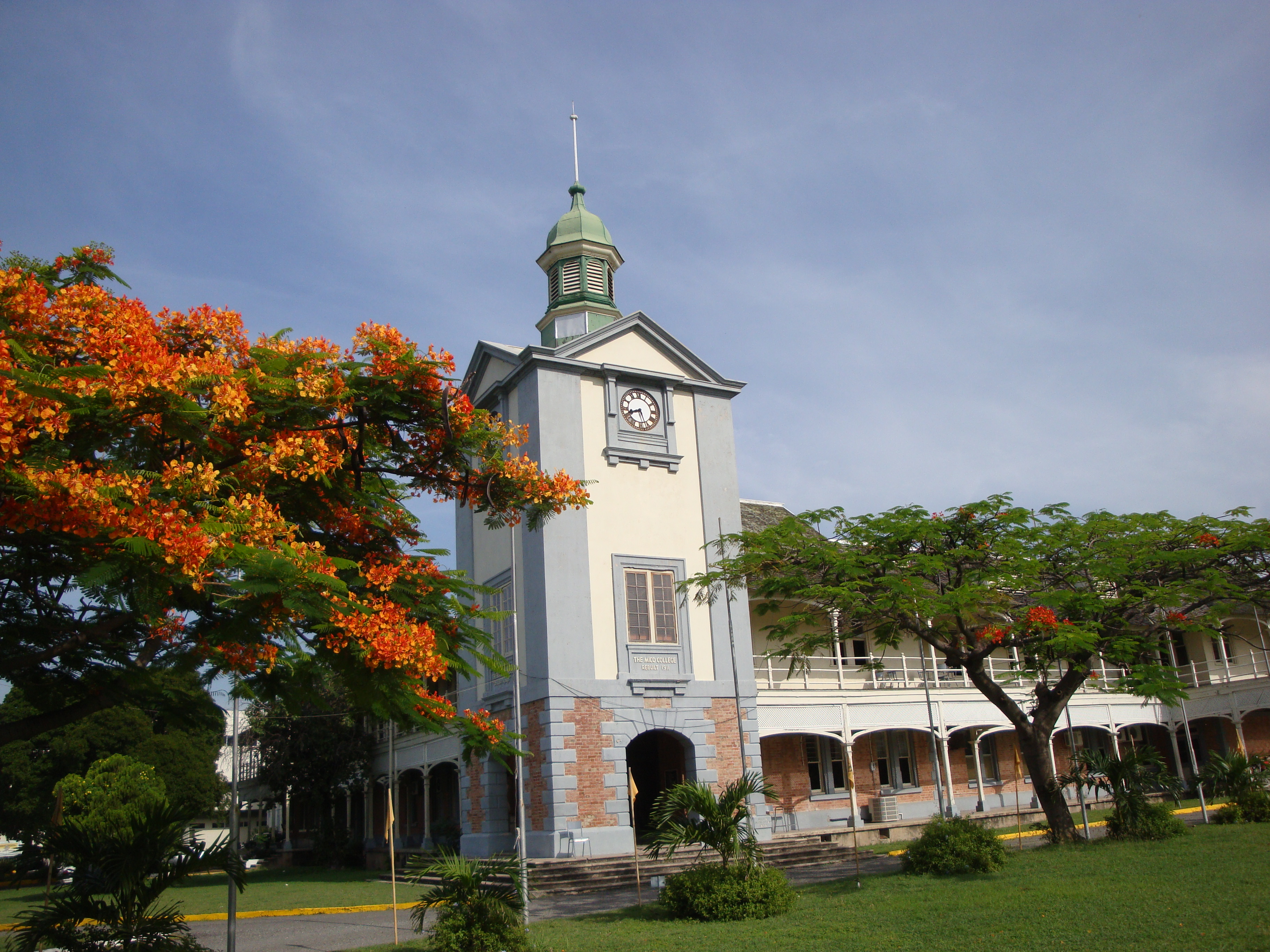
Casa Buxton en el Colegio Universitario Mico, Jamaica

La emancipación de los esclavos anunció el establecimiento de un sistema educativo para las masas. Antes de la emancipación había pocas escuelas para educar a los lugareños y muchos enviaban a sus hijos a Inglaterra para acceder a una educación de calidad. Tras la emancipación, la Comisión de las Indias Occidentales concedió una suma de dinero para establecer escuelas elementales, hoy conocidas como escuelas para todas las edades. La mayoría de estas escuelas fueron creadas por las iglesias. Este fue el génesis del moderno sistema escolar jamaicano.
Actualmente existen las siguientes categorías de escuelas
- Primera infancia - Básica, infantil y preescolar de gestión privada. Cohorte de edad: 2 - 5 años.
- Primaria - De titularidad pública y privada (las de titularidad privada se denominan escuelas preparatorias). Edades: 3 - 12 años.

- Secundaria - Pública y privada. Edades: 10 - 19 años. Los institutos de secundaria de Jamaica pueden ser de un solo sexo o mixtos, y muchos de ellos siguen el modelo tradicional de los colegios de gramática ingleses utilizados en las Antillas Británicas.
- Terciaria - Colegios comunitarios; institutos de magisterio, siendo el Mico Teachers' College (ahora The MICO University College) el más antiguo, fundado en 1836; el Shortwood Teachers' College (que en su día fue un centro de formación de profesorado exclusivamente femenino); centros de formación profesional, institutos y universidades, de titularidad pública y privada. Hay cinco universidades locales: la University of the West Indies (Mona Campus); la University of Technology, Jamaica, antes The College of Art Science and Technology (CAST); la Northern Caribbean University, antes West Indies College; la University of the Commonwealth Caribbean, antes University College of The Caribbean; y la International University of the Caribbean.

Además, hay muchos colegios comunitarios y de formación del profesorado.
La educación es gratuita desde la primera infancia hasta la secundaria. También hay oportunidades para aquellos que no pueden permitirse una educación superior en el ámbito profesional, a través del programa Human Employment and Resource Training-National Training Agency (HEART Trust-NTA), abierto a toda la población nacional en edad de trabajar[223] y a través de una amplia red de becas para las distintas universidades.
El español se enseña en la escuela desde el nivel primario; alrededor del 40-45% de la población con estudios en Jamaica tiene algún conocimiento del español, lo que no quiere decir necesariamente que dominen esa lengua.

## Cultura

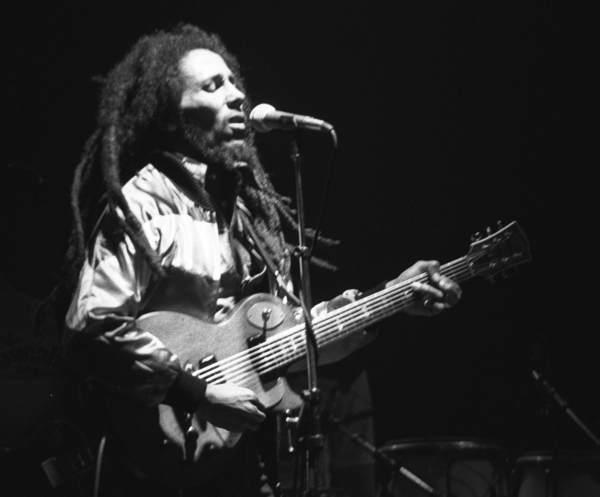
Bob Marley, icono de la música jamaicana.

La cultura jamaicana es el producto de una mezcla de culturas que se asentaron en la isla de Jamaica. Principalmente fue conformada por los indios taínos, los colonizadores españoles, los evangelizadores británicos, la población africana y, por último, las comunidades de hindúes y chinos. Jamaica se destaca por su rica cultura y su música, las cuales han hecho a la isla famosa en el ámbito mundial.
Los géneros musicales mento, ska, reggae, rocksteady, dub, dancehall, ragga, ragga jungle y drum and bass, han sido todos concebidos en Jamaica. La música más popular es el reggae, con sus diferentes estilos y mezclas: dub, dancehall, raggamufin (ragga), early reggae o reggae roots, dada a conocer a gran escala por el jamaicano Bob Marley quien mediante su música profundizó e hizo conocida una cultura que repercutió a nivel mundial. El primero de estos géneros fue el mento, «padre» de los siguientes, que luego dio paso al Ska, el primero que se hizo popular a nivel internacional y se le atribuye la creación de este género a The Skatalites.

### Gastronomía
La manera jamaicana de cocinar es influenciada en gran parte por diversas culturas: la africana, la británica, la española y la asiática, que se dan respectivamente por el establecimiento temprano de los indios taínos, que utilizaron la mandioca, el maíz, las guayabas, los pescados, la carne asada y los cangrejos; y por el colonialismo de España y Gran Bretaña y la población que vino de África, que también trajeron sus costumbres culinarias.

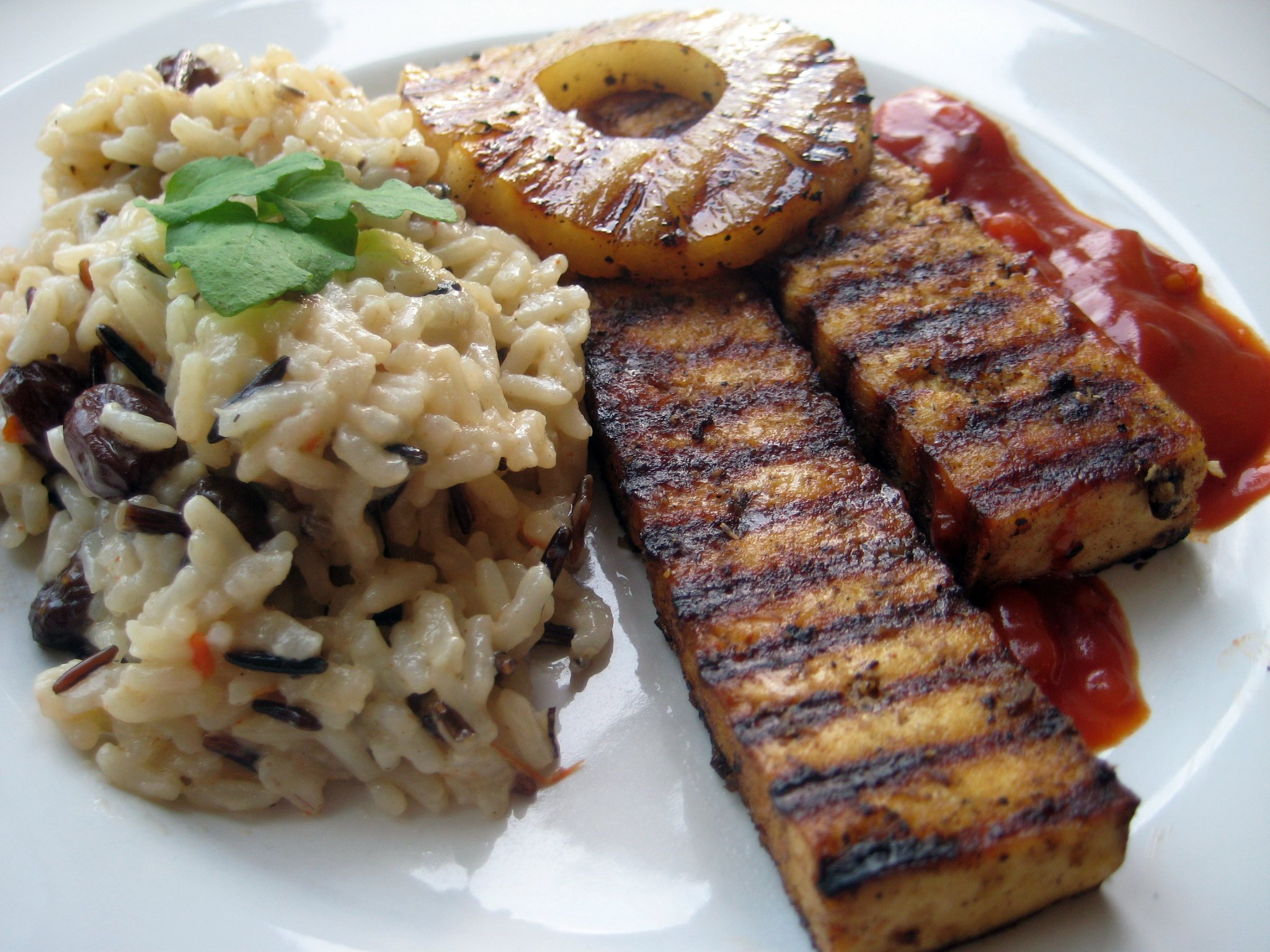
Plato típico de Jamaica (Jamaican Jerk Spice)

Estas son algunas comidas populares: tirón (pollo, cerdo, o pescado), empanadas, ackee y saltfish, arroz y guisantes, festival, árboles del pan bammy, asados, ñame amarillo asado y cabra al curry.
La cocina africana se desarrolló en la isla a raíz de las oleadas de esclavitud, como el callaloo, procedente del plato angoleño calulu. El fruto del plato jamaicano más popular, el ackee, también fue traído a la isla por pueblos de África occidental. Los españoles, los primeros europeos que llegaron a la isla, aportaron platos como el pescado escovitch avinagrado (escabeche español) aportado por los judíos españoles. Más tarde, los córnicos pueden haber influido en el desarrollo de la hamburguesa jamaicana, una empanadilla rellena de carne especiada.
En la cocina jamaicana también se pueden encontrar más influencias chinas y de las Indias Orientales, como el roti y la cabra al curry, como resultado de que los trabajadores contratados que sustituyeron a los esclavos tras la emancipación aportaron sus propios talentos culinarios (especialmente el curry, que los chefs jamaicanos utilizan a veces para condimentar la carne de cabra en ocasiones especiales). El bacalao salado lo trajeron los judíos portugueses que habían escapado de la Inquisición en el siglo XVI y ahora se utiliza en el plato nacional ackee y saltfish, pero también era un alimento básico para los africanos esclavizados como proteína duradera y asequible.

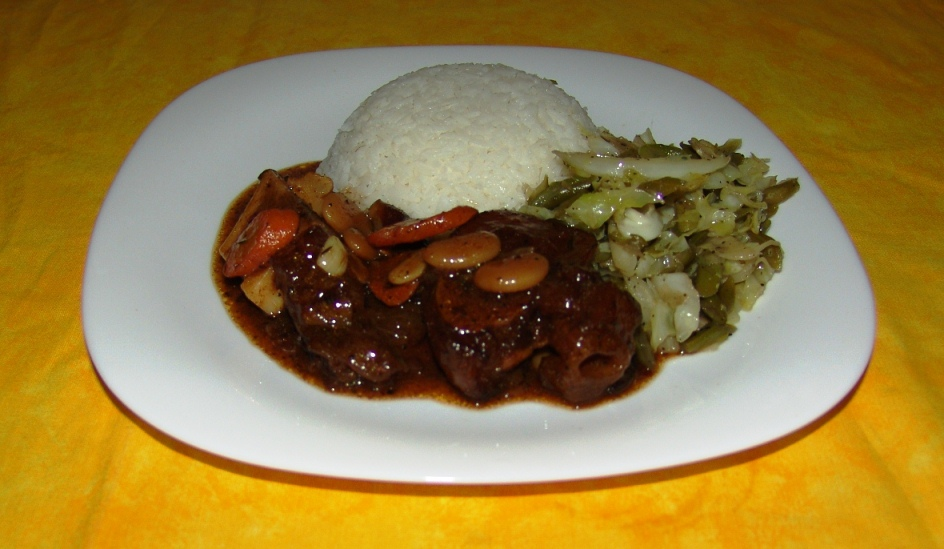
Plato con Pie de Vaca de Jamaica

La cocina jamaicana incluye influencias rastafaris, pero no en su totalidad. Los rastafaris tienen un enfoque vegetariano de la preparación de los alimentos, la cocina y la alimentación, y han introducido en la cocina jamaicana un sinfín de platos vegetarianos únicos. Los rastafaris no comen cerdo. Sin embargo, el cerdo es un plato muy popular en Jamaica. El cerdo estofado y el jerk son algunas de las formas más populares de prepararlo. Incluso hay quien cree en la cocina con poca o ninguna sal, lo que se conoce como la manera «Ital».
Los helados de mango y guanábana son dos postres muy populares. El helado jamaicano viene en muchos sabores, como el de uva, ron y pasas y Dragon Stout.
Otros postres populares son el pudin de batata, el pudin de harina de maíz, el pone de mandioca, la gizzada, el pastel de rallador, el toto, los buñuelos de plátano, las gotas de coco, las tartas de plátano y el queso de guayaba.
Tie A Leaf, o cajones azules, es un plato que se prepara combinando un almidón (normalmente harina de maíz o yuca) con leche de coco, luego se envuelve y se ata en hoja de plátano antes de hervirlo. El asham es maíz reseco molido y combinado con azúcar moreno.
Las bolas de tamarindo son dulces hechos con la pulpa pegajosa de la fruta enrollada con azúcar moreno en bolas redondas agridulces. También se puede hacer una versión picante que contiene pimiento picante en la mezcla. El Bustamante Backbone, llamado así por el primer primer ministro Alexander Bustamante, es un caramelo.

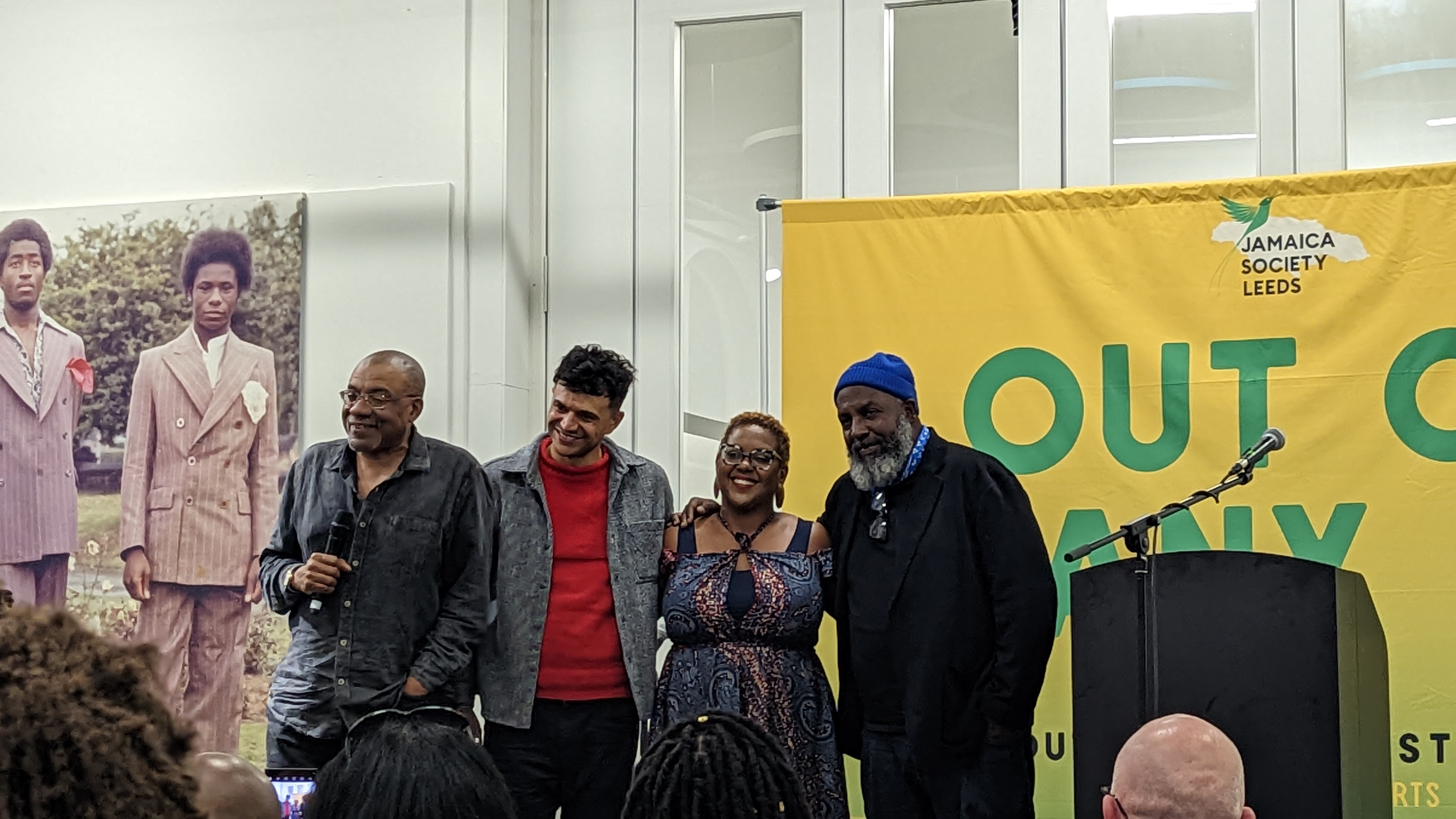
El Festival de Literatura Jamaiquina «Out of Many»

### Literatura
El periodista y escritor H. G. de Lisser (1878-1944) utilizó su país natal como escenario de sus numerosas novelas. Nacido en Falmouth (Jamaica), de Lisser trabajó de joven como reportero para el Jamaica Times y en 1920 empezó a publicar la revista Planters' Punch. La bruja blanca de Rosehall es una de sus novelas más conocidas. Fue nombrado Presidente Honorario de la Asociación de Prensa de Jamaica; trabajó durante toda su carrera profesional para promover la industria azucarera jamaicana.
Roger Mais (1905 - 1955), periodista, poeta y dramaturgo, escribió numerosos cuentos, obras de teatro y novelas, entre ellas The Hills Were Joyful Together (1953), Brother Man (1954) y Black Lightning (1955).
Ian Fleming (1908 - 1964), que tenía una casa en Jamaica donde pasó bastante tiempo, utilizó repetidamente la isla como escenario en sus novelas de James Bond, entre ellas Vive y deja morir, Doctor No, «Sólo para tus ojos», El hombre de la pistola de oro, y Octopussy y The Living Daylights. Además, James Bond utiliza una tapadera basada en Jamaica en Casino Royale. Hasta ahora, la única adaptación cinematográfica de James Bond ambientada en Jamaica es Doctor No. El rodaje de la isla ficticia de San Monique en Vive y deja morir tuvo lugar en Jamaica.
Marlon James (1970), novelista, ha publicado tres novelas: El diablo de John Crow (2005), El libro de las mujeres de la noche (2009) y Breve historia de siete asesinatos (2014), ganadora del Man Booker Prize 2015.

## Deportes

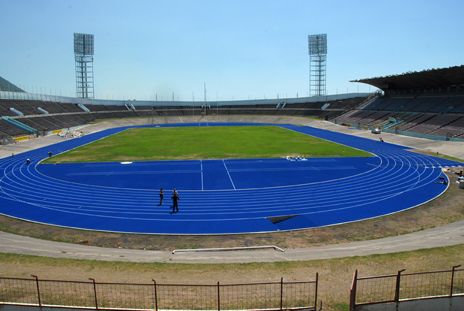
El Estadio Independence Park en Kingston

El deportista más famoso del país es el atleta Usain Bolt con los récords mundiales en 100 metros con un tiempo de 9,58 segundos y el récord de 200 metros con un tiempo de 19,19 segundos. En el 2008 ganó las medallas de oro en los Juegos Olímpicos de Pekín en 100 metros, 200 metros y 4 × 100. También compitió en varios campeonatos mundiales; en el campeonato de Daegu en el 2011 ganó las medallas de oro en los 200 metros y 4 × 100; en Berlín 2009 ganó las medallas de oro en 100 metros, 200 metros y 4 × 100. En el campeonato de Osaka 2007 ganó las medallas de plata en 200 metros y 4 × 100. Tyson Gay ganó la medalla de oro en los 200 metros. En los Juegos Olímpicos de Londres 2012 ganó la final de los 100 metros con el oro junto a Yohan Blake en segundo y Justin Gatlin en tercero, así como la final de los 200 metros, completando un podio formado íntegramente por jamaicanos, y ganado la medalla de oro en la posta de 4 × 100. Además Usain Bolt posee los récords olímpicos en 100 metros con un tiempo de 9,63, en 200 metros con un tiempo de 19,30 y en 4 × 100 Jamaica posee el récord mundial con 36,84. En el Campeonato Mundial de Atletismo de 2013 celebrado en Moscú Bolt también completo el trío en 100 m, 200 m, y 4 × 100 m, con un tiempo de 9,77, 19,66 y 37,36 respectivamente.
Un deporte de mucha popularidad es el críquet. El país fue una de las sedes de la Copa Mundial de Críquet 2007. El equipo nacional de críquet de Jamaica compite solo de forma regional en el Caribe, pero en los campeonatos mundiales, Jamaica ofrece a sus jugadores a la selección de críquet de las Indias Occidentales, uno de los 10 equipos que forman parte de la ICC y que participan en la Copa Mundial de Críquet. El estadio Sabina Park es el único lugar donde se practica este deporte en la isla, pero el Estadio Greenfield también se utiliza para el críquet. Chris Gayle es el bateador más famoso de Jamaica y actualmente representa al equipo de críquet de las Indias Occidentales. Se le considera uno de los bateadores más temibles y agresivos del mundo hoy en día en esta disciplina.

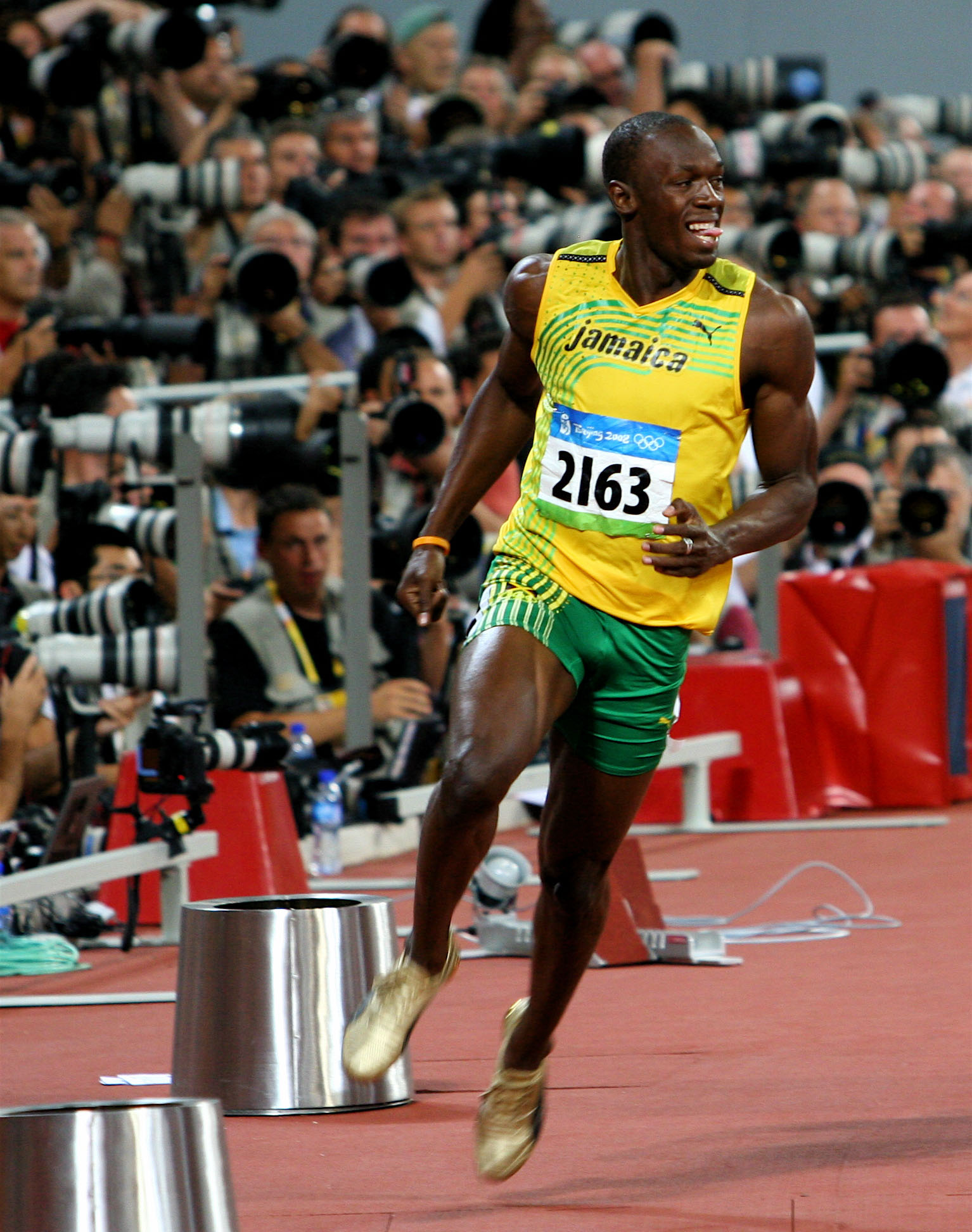
El atleta Usain Bolt es el deportista más conocido de Jamaica.

En 1998 la selección jamaicana de fútbol participó por primera vez en una Copa Mundial de Fútbol, en Francia 98. Compartió el grupo H junto a Argentina, Croacia y Japón. Perdió sus primeros dos partidos, con Croacia 1-3, y luego con Argentina 0-5. Finalmente, ganó por 2-1 al seleccionado japonés y, habiendo ganado solo 3 puntos, no consiguió avanzar a la siguiente ronda. Después de esto no ha podido volver a disputar otra Copa del Mundo. Actualmente la selección mayor se clasificó al octagonal final de la CONCACAF, disputando un cupo para la Copa Mundial de Fútbol de 2022. Varios jugadores nativos u originarios de Jamaica, han defendido los colores de selección inglesa de fútbol, como John Barnes, Theo Walcott o Raheem Sterling.
Varios jugadores de baloncesto jamaicanos han jugado en la NBA, siendo Patrick Ewing y Roy Hibbert los más destacados, llegando a haber participado en el All Star Game de la NBA.
En 1988, la participación del equipo jamaicano de bobsleigh –inédito hasta entonces– en los Juegos Olímpicos de Calgary, centró la atención de todo el mundo como un ejemplo de superación y afán deportivo. Desde esa fecha, aun sin conseguir ningún título oficial en 2008, el atípico equipo de dicha disciplina se ha hecho un hueco en la misma, consiguiendo superarse año tras año con resultados cada vez más aceptables. El equipo de bobsleigh es uno de los combinados con la salida más rápida superando a equipos con más tradición en este deporte como Alemania o Estados Unidos. El evento de los juegos de Calgary tuvo tal impacto mediático que incluso Disney produjo la película Cool Runnings (Elegidos para el triunfo en España, Jamaica bajo cero en Hispanoamérica).
Sin embargo, el deporte en el cual más destaca Jamaica, y que más éxitos le ha dado, es la velocidad. En las Olimpiadas de Pekín 2008, el carismático Usain Bolt ganó el oro en 100 y 200 metros lisos batiendo de una forma espectacular las marcas mundial y olímpica en ambos. Además se colgó su tercer oro en 4 × 100 con sus compañeros del equipo jamaicano, Asafa Powell entre ellos. En el Campeonato Mundial de Atletismo de 2009 celebrado en Berlín, Bolt volvió a superar su marca en 100 y 200 metros lisos dejándola en 9 segundos y 58 centésimas. Después de eso batió su récord de 19,30, que ya había sido récord mundial, a 19,19. El equipo de Jamaica pasó a la final del relevo 4 × 100, donde lograron un nuevo récord mundial en 37,10.
Tiempo después en el campeonato mundial de Daegu 2011, batieron el récord dejándolo en 37,04, gracias a Usain Bolt, Yohan Blake, Nesta Carter y Michael Franter, dejando fuera a Asafa Powell de los relevos. En los JJ. OO. de Londres 2012, se batió el récord olímpico de 100 metros por Usain Bolt, con una marca de 9,63 y en el relevo 4 × 100 hicieron una nueva marca mundial de 36,85, junto con todos los integrantes del mundial de Daegu.